# Standard Elektrik Lorenz
Die Standard Elektrik Lorenz AG (kurz SEL) war ein deutscher Hersteller von Elektrotechnik mit Sitz in Stuttgart-Zuffenhausen.
Das Unternehmen gehörte zum amerikanischen Mischkonzern International Telephone & Telegraph Corporation (ITT) und entstand durch Verschmelzung der C. Lorenz AG mit der Standard Elektrik AG. Die Produktpalette reichte von Telefonen, Fernschreibern und Faxgeräten über Funk bis zur Informationstechnik. Für Privatkunden produzierte das Unternehmen vor allem Unterhaltungselektronik unter der Marke „Schaub-Lorenz“, ab 1961 auch unter der Marke „Graetz“, nach Übernahme des gleichnamigen Unternehmens. Ein wesentlicher Anteil des Geschäfts lag jedoch im Bereich staatlicher Aufträge. Neben Geräten im Bereich Nachrichtentechnik für die Deutsche Bundespost oder zur Ausstattung von Behörden und Bundeswehr, entwickelte und produzierte Standard Elektrik Lorenz Signal-, Steuerungs- und Sicherheitstechnik für den Schienenverkehr, sowie Luft- und Raumfahrttechnik.
Die beiden Stammfirmen waren Nachfolger einiger namhafter, bis in die Gründerjahre der deutschen Elektroindustrie zurückreichender Unternehmen, die ITT ab den 1930er Jahren in rascher Folge übernommen hatte. Nach dem Wiederaufbau in der Nachkriegszeit und einer längeren Wachstumsphase gehörte die Standard Elektrik Lorenz in den 1960er und 1970er Jahren zu den zehn größten Unternehmen der Bundesrepublik Deutschland. Nach Ende des Aufschwungs verkaufte ITT das Unternehmen zum Jahresende 1986 an die französische Compagnie générale d'électricité (CGE), wo es durch Skandale, einschneidende Marktveränderungen und unternehmerische Fehlentscheidungen sehr schnell an Umsatz und Größe verlor. Ab 1987 wurde es in einzelne Bereiche aufgespalten, die mehrheitlich an neue Eigentümer verkauft oder aufgelöst wurden.
Ein Kernunternehmen mit Schwerpunkt Nachrichtentechnik verblieb unter dem Dach des von CGE gegründeten Telekommunikationsausrüsters Alcatel N.V. und firmierte ab 1992 als Alcatel SEL AG. Zum Jahresende 2006, nach Fusion der zwischenzeitlich in Alcatel S.A. umbenannten Muttergesellschaft mit Lucent Technologies, Inc., wurden die auf beiden Seiten eingebrachten deutschen Töchter in der Alcatel-Lucent Deutschland AG zusammengeführt. Nach weiterem wirtschaftlichen Niedergang verlegte der Alcatel-Lucent-Konzern im Jahr 2011 die schon zuvor sehr weitgehend durch die Konzernzentrale bestimmte Steuerung der Geschäfte seiner Auslandstöchter auch formell nach Frankreich. Mittlerweile gehört das Unternehmen zur finnischen Nokia, die über einen Aktientausch Anfang 2016 den gesamten Alcatel-Lucent-Konzern übernommen hat.

## Geschichte

### Vorgeschichte (ab 1880)

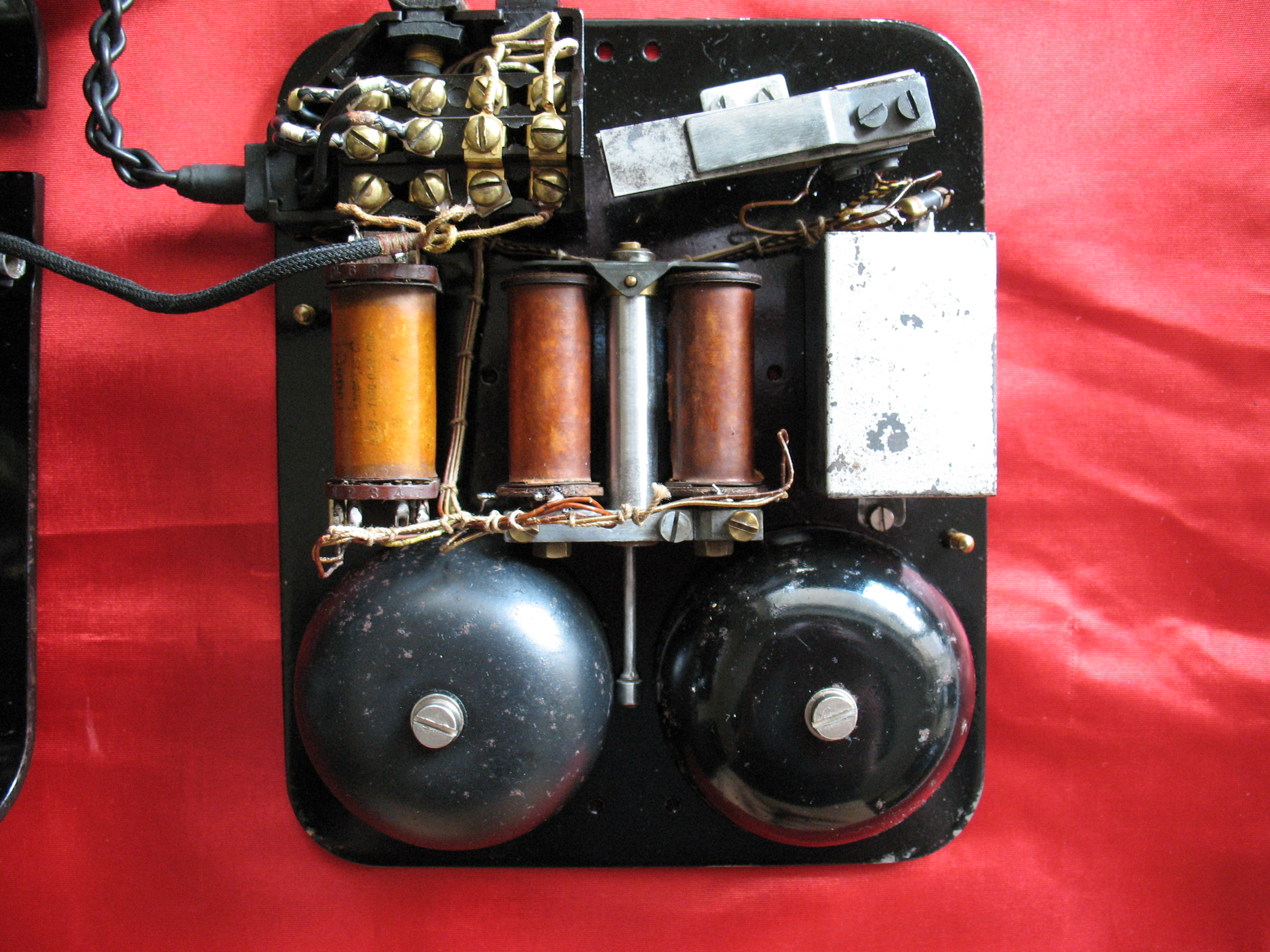
Bestückte Bodenplatte eines Telefons Modell 36 von Mix & Genest, nach Kriegsende produziert

Die später verschmolzenen Stammfirmen C. Lorenz AG und Standard Elektrik AG hatten beide ihren Sitz in Stuttgart-Zuffenhausen und waren erst wenige Jahre zuvor jeweils selbst aus einer Fusion von Beteiligungen ihrer Muttergesellschaft International Telephone & Telegraph Corporation (ITT) mit Sitz in New York City hervorgegangen.

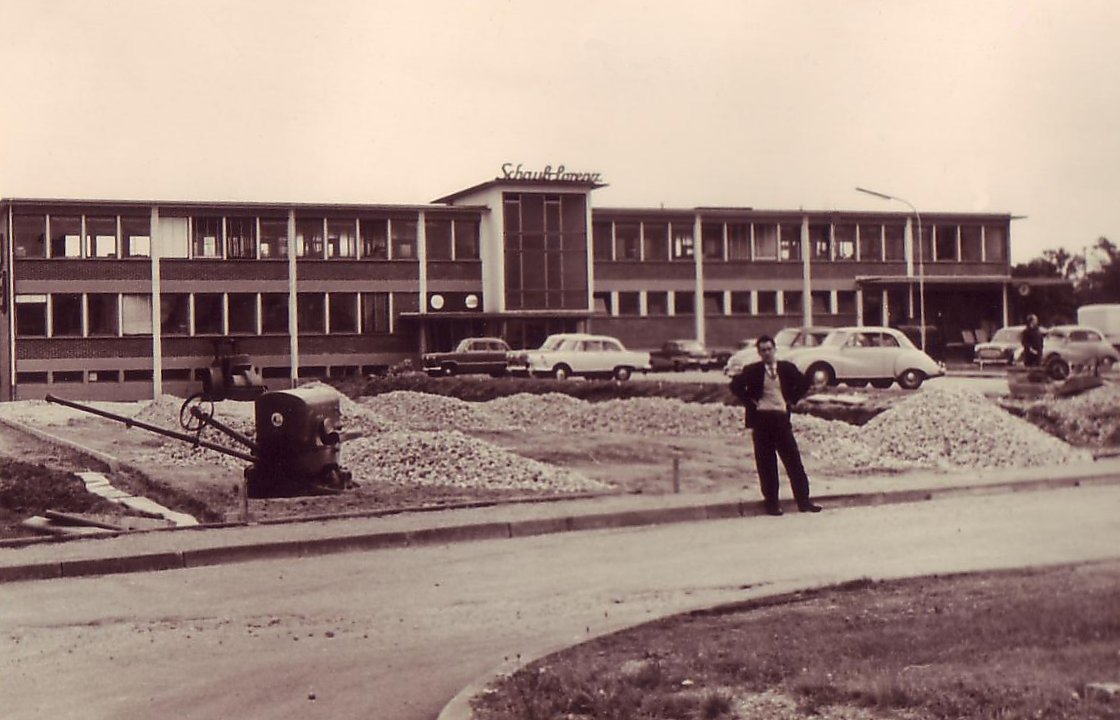
Schaub-Lorenz-Fertigungswerk in Rastatt, 1959

Die im Jahr 1880 als Telegraphen-Bauanstalt in Berlin gegründete C. Lorenz war erst nach dem Zweiten Weltkrieg nach Stuttgart umgezogen. Dies war eine Reaktion auf die Berlin-Blockade, die sie mit ihrem ursprünglichen Sitz und Hauptwerk vom übrigen Deutschland abgeschnitten hatte. Die Produktion der im Jahr 1940 übernommenen Tochtergesellschaft G. Schaub Apparatebau war kurz vor Kriegsende beim Luftangriff auf Pforzheim am 23. Februar 1945 vollständig zerstört worden. Im Wiederaufbau rückten die Unternehmen, die bei Kriegsende als Hersteller für Rundfunkgeräte zunächst noch unabhängig am Markt aufgetreten waren, immer näher zusammen. Im Jahr 1952 verzahnte man das technische Typenprogramm und bildete einen gemeinsamen Vertrieb unter dem Dach der auf Radios spezialisierten Tochter. Im Oktober 1954 wurde „Schaub-Lorenz“ als neuer gemeinsamer Markenname festgelegt und das Radiogeschäft als Abteilung in die größere und neben der Unterhaltungselektronik auch noch in zahlreichen anderen Bereichen der Elektrotechnik vertretene C. Lorenz integriert.
Bereits vor dem Ersten Weltkrieg hatte C. Lorenz namhafte Telegrafie- und Elektronikpioniere übernommen, wie im Jahr 1893 die Telegraphen-Bauanstalt C. F. Lewert, deren Unternehmensgeschichte bis zur Gründung als Werkstatt ins Jahr 1800 zurückreichte. Im Jahr 1915 folgte die W. Gurlt Telephon- und Telegraphenwerke GmbH, die als Lieferant der Heeresverwaltung zugelassen war. 1923 wurde C. Lorenz Mitbegründer der Signalbau AG, Dr. Erich F. Huth. Bis etwa 1929 übernahm jedoch die niederländische Philips sämtliche Anteile und C. Lorenz geriet ins Zentrum eines lähmenden Rechtsstreits mit Telefunken. Mit ihren umfangreichen Patentrechten und unter Ausnutzung internationaler Abkommen wie des Weltfunkvertrags hielt Telefunken in Deutschland ein Monopol für den Bau von Radioröhren. Auf den Versuch der Niederländer, das Importverbot über ein deutsches Tochterunternehmen zu umgehen und auf den Heimatmarkt von Telefunken vorzudringen, reagierte diese umgehend mit juristischen Mitteln. Stillstand und Verkaufsverbot für weite Teile der Lorenz-Radioproduktion war die Folge. Auf der Suche nach einem Ausweg verkaufte Philips seine Anteile um 1930 an die Standard Elektrizitäts-Gesellschaft (SEG), eine Holding der amerikanischen International Telephone & Telegraph (ITT), die kurz zuvor das internationale Geschäft der Western Electric übernommen hatte. Mit C. Lorenz und einer Reihe weiterer Übernahmen baute ITT seine Stellung als neues Schwergewicht der europäischen Elektroindustrie weiter aus. Kleinere deutsche Firmen, wie die Ferdinand Schuchhardt AG mit der Marke „Allradio“, wurden aufgelöst und ihre Patente, Mitarbeiter und Produktionsmittel auf C. Lorenz übertragen.
Unter ihrem Gründer und Präsidenten Sosthenes Behn förderte ITT im Anschluss die Entwicklung ihrer Töchter zu Rüstungsbetrieben. Behn unterstützte finanziell den Aufstieg Adolf Hitlers und der NSDAP. Später galt er als amerikanischer Patriot, der im Militärdienst für sein Land während zweier Kriege mit den höchsten Auszeichnungen geehrt und zum Colonel befördert worden war. Seine Kontakte zur Nazi-Regierung seien geschäftsmäßig verlaufen und als Anstrengungen zum Schutz des Eigentums und der Interessen seiner Aktionäre durchaus vernünftig gewesen. Sicher ist aber, dass er der erste amerikanische Industrielle war, der 1933 von Hitler in Berchtesgaden empfangen wurde. Hitlers Aufstieg verwandelte die Rüstungsindustrie in ganz Europa in ein Riesengeschäft und Behns ITT war in allen Ländern gleichzeitig daran beteiligt. Verschiedene Historiker sprechen von finanzieller Förderung der SS unter Heinrich Himmler und intimen Beziehungen zum Dritten Reich noch während des Weltkriegs. Ein besonderes Interesse hatte er an den Flugzeugwerken Focke-Wulf. Im Verlauf des Jahres 1938 kam es zu mehreren persönlichen Treffen zwischen Behn, seinem deutschen Stellvertreter Henry Mann und Reichsluftfahrtminister Hermann Göring, der das Geschäft vermitteln sollte. Behn konnte sich schließlich eine Beteiligung von 28 % sichern. Die Anteile hielt bis zum Kriegsende C. Lorenz, die zwar keine Erfahrung im Bau von Flugzeugen vorweisen konnte, sich aber als Pionier im Bereich Flugfunk, Funknavigation, Funkortungs- und vor allem Instrumentenlandesysteme bis kurz vor dem Krieg zu einem weltweit führenden Ausrüster der Luftfahrt entwickelt hatte.
Die Standard Elektrik AG war 1956 durch Namensänderung aus der Standard Elektrizitäts-Gesellschaft (SEG) hervorgegangen. Letztere hatte der International Telephone & Telegraph seit 1929 als Führungsholding für ihre zahlreichen deutschen Beteiligungen gedient. Im Wiederaufbau nach dem Krieg änderte sich die Unternehmensstruktur. Die beiden produzierenden Töchter Mix & Genest AG und Süddeutsche Apparatefabrik (SAF) wurden auf die Holding verschmolzen. Der Spezialist für Signalübertragung und Schwachstrom-Technik Mix & Genest war 1897 – ebenso wie C. Lorenz – als Telegraphenbau-Anstalt in Berlin gegründet, von ITT um 1930 erworben und im Zuge des Wiederaufbaus 1948 nach Stuttgart verlegt worden. Aus der Produktion von Rundfunkgeräten, Lautsprechern und Verstärkern unter der Marke „Emgefunk“ mit Vertrieb über die Hansawerke war man schon um 1927 ausgestiegen, um sich vor allem auf Telefone, Münzfernsprecher, Nebenstellenanlagen für große Betriebe und Vermittlungsstellen in Postämtern zu konzentrieren.
Die Kriegs- und Demontageverluste nach dem Krieg waren erheblich, aber gleichzeitig die Voraussetzungen zu einem wirtschaftlichen Wiederaufstieg mehr als günstig. Als Töchter eines amerikanischen Konzerns galten die Unternehmen als politisch unbelastet. Die rein finanziellen, in Reichsmark aufgelaufenen Schulden, beglich ihr Hauptaktionär mittels Kapitalerhöhung und durch Zahlung in US-Dollar. Im Anschluss gelang es ITT sogar – allerdings erst im Jahr 1968, von der amerikanischen Regierung Schadenersatz für die Kriegsschäden zu erhalten: Eine Summe von 17 Millionen Dollar, mit der Begründung, es habe sich bei den Betrieben in Deutschland um amerikanisches Eigentum gehandelt.
Die Standard Elektrik AG gründete 1956 das Informatikwerk Stuttgart. Den Anstoß für die Entwicklung von elektronischen Rechenanlagen gab ein Auftrag des Versandunternehmens Quelle für eine automatische Auftragsbearbeitung und Lagerbuchhaltung im Jahr 1955. Am Nikolaustag 1956 war die erste Anlage für Quelle mit dem Namen Informatik-System fertiggestellt. Die Peripherie mit 50 Datenerfassungsplätzen und zugehörigen Druckern für die Materialentnahmescheine und Rechnungen wurde unter Leitung von Helmut Gröttrup entwickelt.

### Gründung und Wachstumsjahre (ab 1958)

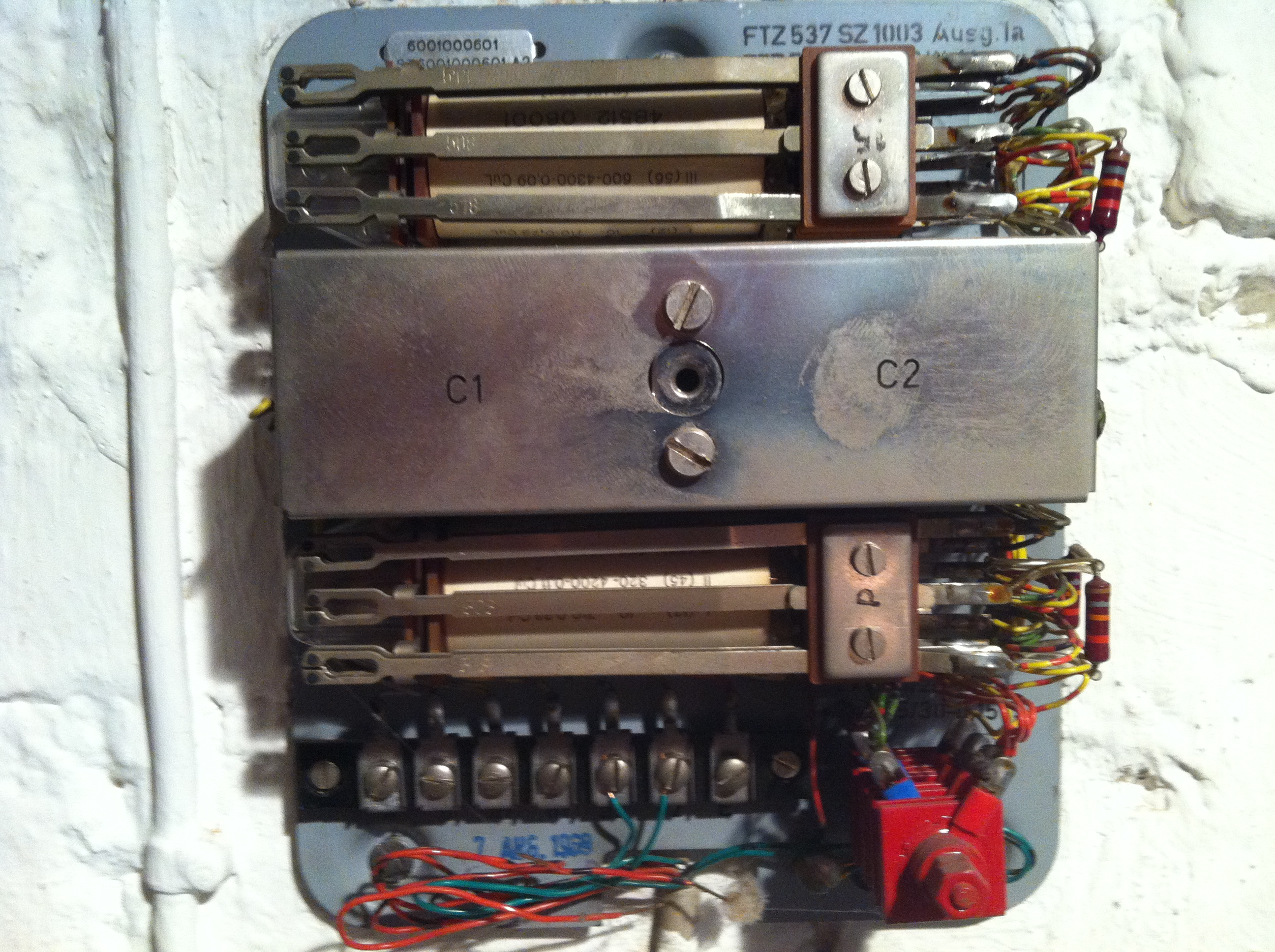
Gemeinschaftsumschalter von SEL „1/2 GUm 53“ (Baujahr 1969), für Telefonanschlüsse der Bundespost

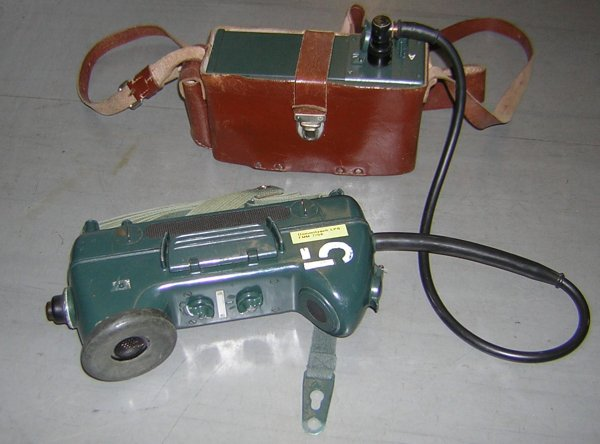
„UKW-Handfunksprecher KL 9“ bzw. SEL „FuG 6“ für BOS-Funk und Hilfsdienste. Das erste transportable Handfunkgerät nach dem Zweiten Weltkrieg

Die C. Lorenz AG und Standard Elektrik AG, wurden zur Unternehmensgründung im April 1958 von ihrer Muttergesellschaft ITT zur Standard Elektrik Lorenz AG verschmolzen. Großen Anteil am Wachstum hatten Staatsaufträge. Wie schon ihre Vorgänger seit dem 19. Jahrhundert, als Auftragnehmer der Königlich Preußischen Telegraphendirektion und später der Reichspost, wurde die Standard Elektrik Lorenz als Amtsbaufirma regelmäßig bei öffentlichen Aufträgen der Deutschen Bundespost berücksichtigt. Das Unternehmen lieferte Fernsprechapparate und Münzfernsprecher, die eine besondere Stärke der Mix & Genest gewesen waren.

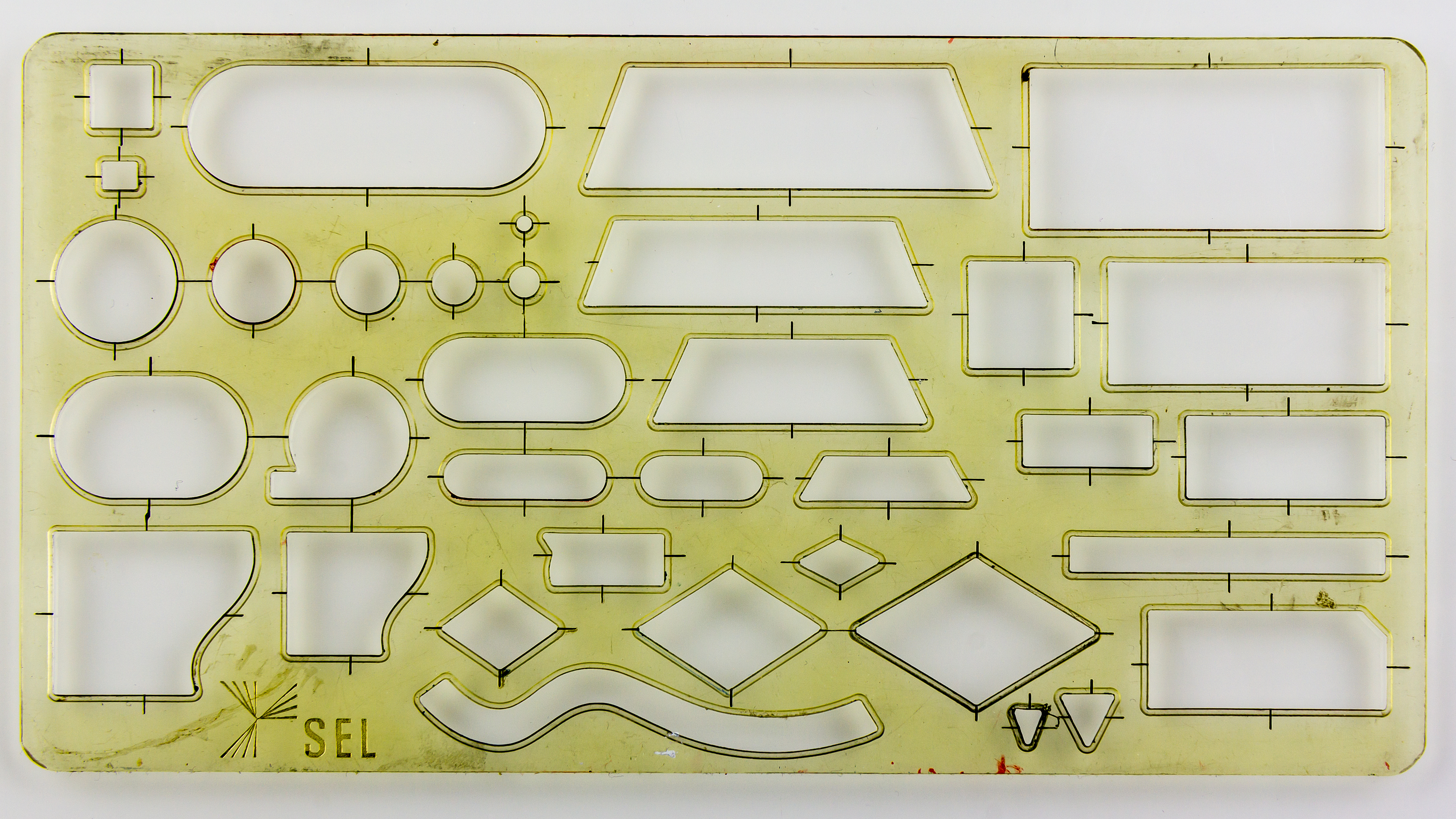
Schablone für Ablaufdiagramme, Zubehör zum SEL-Rechner „ER 56“

Das Informatikwerk Stuttgart stellte 1958 auf der Hannover Messe den elektronischen Rechenautomaten ER 56 ausgehend von den Entwicklungen des Informatik-System für Quelle unter anderem durch Karl Steinbuch vor. Er wurde als erster vollständig mit Transistoren statt Elektronenröhren betriebener Rechner Deutschlands beworben. Steinbuch, Technischer Direktor und Leiter der Zentralen Forschung des Unternehmens, legte seine Aufgabe jedoch zum Jahresende 1958 nieder, um einem Ruf der Technischen Hochschule Karlsruhe zu folgen. Bis 1962 wurden ER 56 unter anderem im SEL-Rechenzentrum, bei der Deutschen Bundespost, der Deutschen Bundesbahn und an verschiedenen Technischen Hochschulen und Universitäten aufgestellt. Der Aufbau eines Systems für die dänische Fluggesellschaft SAS soll sich aber zu einem Fiasko entwickelt haben. Standard Elektrik Lorenz widmete sich nun vermehrt der Entwicklung von Peripheriegeräten und ist spätestens 1964 aus der Herstellung von Computeranlagen ausgestiegen.
Standard Elektrik Lorenz lieferte Sprechfunkgeräte an Behörden und Organisationen mit Sicherheitsaufgaben für den sog. BOS-Funk und an die Bundeswehr, wie z. B. SEM 25 und SEM 35. Es folgten SEM 52 A, SEM 52 S, SEM 70 und SEM 80/90. Das 1971 eingeführte SEM 52 A war das erste volltransistorisierte Handsprechfunkgerät im Heer.
Der Transportbereich war auf Basis der von SEL entwickelten Signalrelais neben der Siemens AG ab den 1950er Jahren größter Lieferant der Deutschen Bundesbahn für Relaisstellwerke, wie das „Spurplan-Drucktastenstellwerk Lorenz Sp Dr L20“ und „Spurplan-Drucktastenstellwerk Lorenz Sp Dr L30“. Darüber hinaus wurde die Bauform auch nach Österreich exportiert und bei ITT Austria, der dortigen Niederlassung der Muttergesellschaft, als „Sp Dr L2“ zur Standardvariante der Österreichischen Bundesbahnen. Nach einer vom deutschen Auftraggeber gewünschten Vereinheitlichung mit den von Siemens gebauten Anlagen fertigte man das „Sp Dr L60“. Eine ähnliche Marktaufteilung bestand bei der Ausrüstung mit Indusi-Geräten zur induktiven Zugbeeinflussung. Ab den 1970er-Jahren trieb SEL die Entwicklung elektronischer Stell- und Sicherungstechnik, Linienzugbeeinflussung (LZB), automatisierte Betriebsablaufsteuerung SelTrac, Elektronisches Stellwerk (ESTW) und European Train Control System (ETCS) in Deutschland voran.
Im Jahr 1961 übernahm die SEL AG den Radio- und Fernsehproduzenten Graetz KG mit Hauptsitz in Altena und dreizehn weiteren Standorten, darunter vor allem ein größeres Werk in Bochum. Gemeinsam mit dem Werk für Bildröhren in Esslingen am Neckar und den Produktionsbetrieben für die Marke Schaub-Lorenz zählte das Unternehmen zunächst zur SEL-Unternehmensgruppe „Audio Video“, später „Audio-Video-Elektronik“. Hier stieß das Wachstum aber bald an seine Grenzen. So erlitt Standard Elektrik Lorenz im Jahr 1966 angesichts eines stagnierenden Marktes für Rundfunk- und Fernsehgeräte bei einem Umsatz von 1,08 Mrd. einen Verlust von 20 Millionen Deutsche Mark. Konsequenz für die Verwaltung des Unternehmens war nach Aussage ihres Generaldirektors Hermann Abtmeyer, schnell und hart zu handeln. Graetz war schon Anfang der 1960er Jahre in eine Krise geraten und konnte nur überleben, weil Abtmeyer glaubte, das ITT-Imperium weiter ausbauen zu müssen. Im SEL-Management war der Zukauf nur teilweise auf Zustimmung gestoßen. Die Fernsehproduktion konzentrierte sich fortan auf Bochum, die Kapazität in Pforzheim wurde verkleinert, die Werke in Altena und Dortmund stillgelegt. Die Dividende blieb für 1966 unverändert bei 16 Prozent, belief sich nach Auflösung von 13 Mio. Rücklagen und unter Berücksichtigung von Steuerersparnis schließlich sogar auf 23 Millionen Mark, wurde aber für eine Kapitalerhöhung im Verhältnis 1:5 zu pari verwendet. Nachdem sich die Zahl der Beschäftigten von 37.300 im Jahr 1965 um etwa 9.000 verringert hatte, berichtete die deutsche Wochenzeitung Die Zeit im Jahr 1968, Standard Elektrik Lorenz habe sich „gesundgeschwitzt“ und erziele wieder bessere Ergebnisse.
Als Nachfolger des 1956 vorgestellten Fernwahlmünzfernsprechers „MünzFw 56“ entwickelte SEL 1972 den auch als „Europa-Münzer“ bezeichneten Nachfolger und schließlich den „elektronischen Münzfernsprecher für interkontinentalen Selbstwählverkehr“ NT2000. SEL präsentierte das auch „Weltmünzer“ genannte Gerät auf der Internationalen Funkausstellung 1975 in Berlin und bereits 1976 wurde es bei der Deutschen Bundespost als „MünzFw20“ eingeführt. Bei seiner Entwicklung hatte man Wert darauf gelegt, dass es schnell und kostengünstig auch auf einen Einsatz in anderen Länder angepasst werden konnte. Bei der Österreichischen Bundespost folgten Betriebsversuche unter der Bezeichnung „NT200A“. Vor allem aber lieferte das Unternehmen Übertragungstechnik und Bauelemente für die Vermittlungsstellen. Die sogenannte Röchelschaltung war eine Entwicklung der SEL und für einige Zeit ein Alleinstellungsmerkmal der von ihr produzierten Nebenstellenanlagen.
Standard Elektrik Lorenz entwickelte an den technischen Voraussetzungen und unterstützte die Gründung der Europäischen Organisation zur Sicherung der Luftfahrt (EUROCONTROL). Damit knüpfte man an langjährige Traditionen an. Schon die Stammfirma C. Lorenz hatte als funktechnischer Pionier in den 1930er Jahren entscheidende Grundlagen für die Entwicklung der Flugsicherungstechnik geschaffen. Zu Beginn der 1970er Jahre entwickelte Standard Elektrik Lorenz das Präzisionsanflugverfahren SETAC. An zahlreichen Projekten der Deutschen Forschungs- und Versuchsanstalt für Luft- und Raumfahrt (DFVLR), heute Deutsches Zentrum für Luft- und Raumfahrt war SEL maßgeblich beteiligt. Auf dem Gebiet der Raumfahrtelektronik beispielsweise am Satellitenprojekt AZUR (Telemetrie), den Helios-Sonden (Kommandosystem) und am wiederverwendbaren Raumlabor Spacelab (Datenerfassung/Kommandoterminal). Unter der Leitung von Kurt Jekelius entwickelte sich der „Geschäftsbereich V“, für Verteidigung und Raumfahrt, zum einzigen Geschäftsbereich der SEL, der auch im beginnenden allgemeinen Niedergang des Unternehmens nie „rote Zahlen“ schrieb. Im Jahr 1976 beschäftigte die SEL AG etwa 33.000 Beschäftigte und erreichte einen Umsatz von 12,6 Mrd. DM, bei 357 Mio. DM Grundkapital. Damit zählte SEL zu den zehn größten Unternehmen in Deutschland.
In den Jahren 1977 und 1978 trug die Standard Elektrik Lorenz zu einem Durchbruch der Lichtleitertechnik in Feldversuchen der Deutschen Bundespost bei und konnte mit dem dafür verwendeten System zur Bildcodierung auch die erste digitale Übertragung von Bildsignalen über den deutsch-französischen Nachrichtensatelliten Symphonie durchführen.

### Das Ende der „Geneen-Era“ (1978)
Die Konzernmutter hatte bis 1959 zunächst nur eine lockere Führung gegenüber den weitgehend autonomen Teilgesellschaften ausgeübt. Im Rahmen eines sogenannten „faktischen Konzernverhältnis“ waren zwei Sitze im SEL-Aufsichtsrat für die amerikanischen Vertreter der International Standard Electric Corporation (ISEC) reserviert, der Auslandsholding von International Telephone & Telegraph (ITT), die 93,36 Prozent des Aktienkapitals an der Standard Elektrik Lorenz AG hielt. Ansonsten hatte der 14-köpfige, rein deutsche Vorstand freie Hand. In den 1960er Jahren blieb eine weitgehende Autonomie erhalten, aber sie wurde zunehmend der zentralen Steuerung aus New York oder deren Europavertretung ITT-Europe (ITTE) in Brüssel untergeordnet. Monatlich stattfindende Meetings mit der amerikanischen ITT-Führung unter Leitung ihres Präsidenten Harold Geneen wurden teilweise als befremdliche oder bedrohlich wirkende Inszenierungen in abgedunkelten Sälen und einer künstlich durch Klimaanlage „unterkühlten“ Atmosphäre beschrieben. Geneen betrachtete es als oberste Pflicht eines leitenden Angestellten „jederzeit verfügbar“ zu sein. Das galt für Flugreisen zur Europa- oder Weltzentrale, aber auch bei Gegenbesuchen der Amerikaner, sowohl am Unternehmensstandort, als auch gelegentlich in den Privatwohnungen der leitenden Angestellten. Zentrales Steuerungsinstrument war die Gewinnvoraussage, deren Erfüllung, vor allem aber deren Verfehlung ihm persönlich in strengen Verhören vor versammelter Führungsmannschaft zu erläutern war. Solche Sitzungen dauerten regelmäßig ab morgens um zehn Uhr bis zwei oder drei Uhr nachts. Unter betroffenen Mitarbeitern machte das Wort vom „Management by Meetings“ die Runde. Wer sein Soll nicht erreichte, wurde gefeuert oder auf einen Außenposten des ITT-Imperiums verbannt. Dafür, dass sie sich solche Behandlung gefallen ließen und nicht das Unternehmen wechselten, zahlte ITT seinen Top-Managern etwa zehn Prozent höhere Gehälter als der Branchendurchschnitt. Es mag für manche aber auch eine Rolle gespielt haben, dass sich ITT-Führungskräfte als Angehörige einer Elite fühlen konnten, die sich dadurch auszeichnete, den besonderen Bedingungen gewachsen zu sein. Außerdem konnte man sich mit dem Hinweis, dass ITT nun mal „anders“ sei als andere Unternehmen, einem womöglich unangenehmen Vergleich mit der Konkurrenz jederzeit entziehen.
Die sogenannte „Geneen-Era“ ging mit einer massiven Beschädigung des Ansehens der ITT zu Ende. Über Jahre hatte sich der Konzern bevorzugt anonym gegeben. Den Namen International Telephone & Telegraph Corporation hatte man ganz bewusst schon bei Unternehmensgründung durch Sosthenes Behn dem amerikanischen Konzern American Telephone & Telegraph Corporation (AT&T) nachgebildet. Eine Verwechslung durch den einfachen „Mann auf der Straße“ war durchaus erwünscht. In der Öffentlichkeit waren in den folgenden Jahren eher die Namen der jeweiligen Tochtergesellschaften bekannt. Das änderte sich schlagartig Anfang der 1970er Jahre. Millionen Bürger in Amerika und Europa, die mit den drei Buchstaben der Abkürzung bislang nichts hatten anfangen können, assoziierten plötzlich Begriffe wie „Korruption“, „Entführung“, „Geheimdienst“ oder „Putsch“. Angesichts der schnellen Abfolge an Übernahmen des immer mächtiger werdenden Konzerns, liefen in den Vereinigten Staaten gleich mehrere Anti-Trust-Verfahren. Als diese gemeinsam und überraschend durch einen für das Unternehmen günstigen Vergleich eingestellt wurden, kamen Gerüchte auf, die einflussreiche ITT-Führung hätte sich diesen Ausgang durch politische Spenden „gekauft“. Es hieß vor allem, ITT habe 400.000 US-Dollar zur Finanzierung des Republican National Convention zugesagt, des anstehenden Parteitags der Republikanischen Partei unter der Präsidentschaft von Richard Nixon. Darüber hinaus wurden immer neue Details bekannt, nach denen ITT auch in anderen Staaten politischen Einfluss genommen und sich sogar an Geheimoperationen der CIA beteiligt hatte. Offenbar war die ITT mit sehr konkreten Plänen an den US-Auslandsnachrichtendienst herangetreten, mit denen sie eine weitere Amtszeit des Präsidenten Salvador Allende in Chile verhindern wollte. Allende hatte mit der Verstaatlichung von Schlüsselindustrien des Landes begonnen, an denen ITT maßgeblich beteiligt war. Allendes Partei konnte zwar bei den Wahlen im Frühjahr sogar noch deutlich an Stimmen hinzugewinnen, er wurde aber noch vor Ablauf des Jahres beim Putsch in Chile 1973 gestürzt.
Das Angebot einer Parteispende, unter der Bedingung, dass die Anti-Trustverfahren gegen ITT eingestellt werden, war Harold Geneen nicht nachzuweisen und erst 1976 gestand das Unternehmen ein, politische Gegner des chilenischen Präsidenten finanziell unterstützt zu haben. Angesichts der öffentlich geführten Debatten zu diesen und weiteren fragwürdigen Einmischungen der ITT in die Weltpolitik wurde Harold Geneen von seinem Aufsichtsrat aber dazu gedrängt, ab 1978 dessen Vorsitz zu übernehmen und die aktive Unternehmensleitung dem bisherigen Finanzvorstand Lyman Hamilton zu überlassen.

### Reorganisation und Misserfolge (1979–1985)

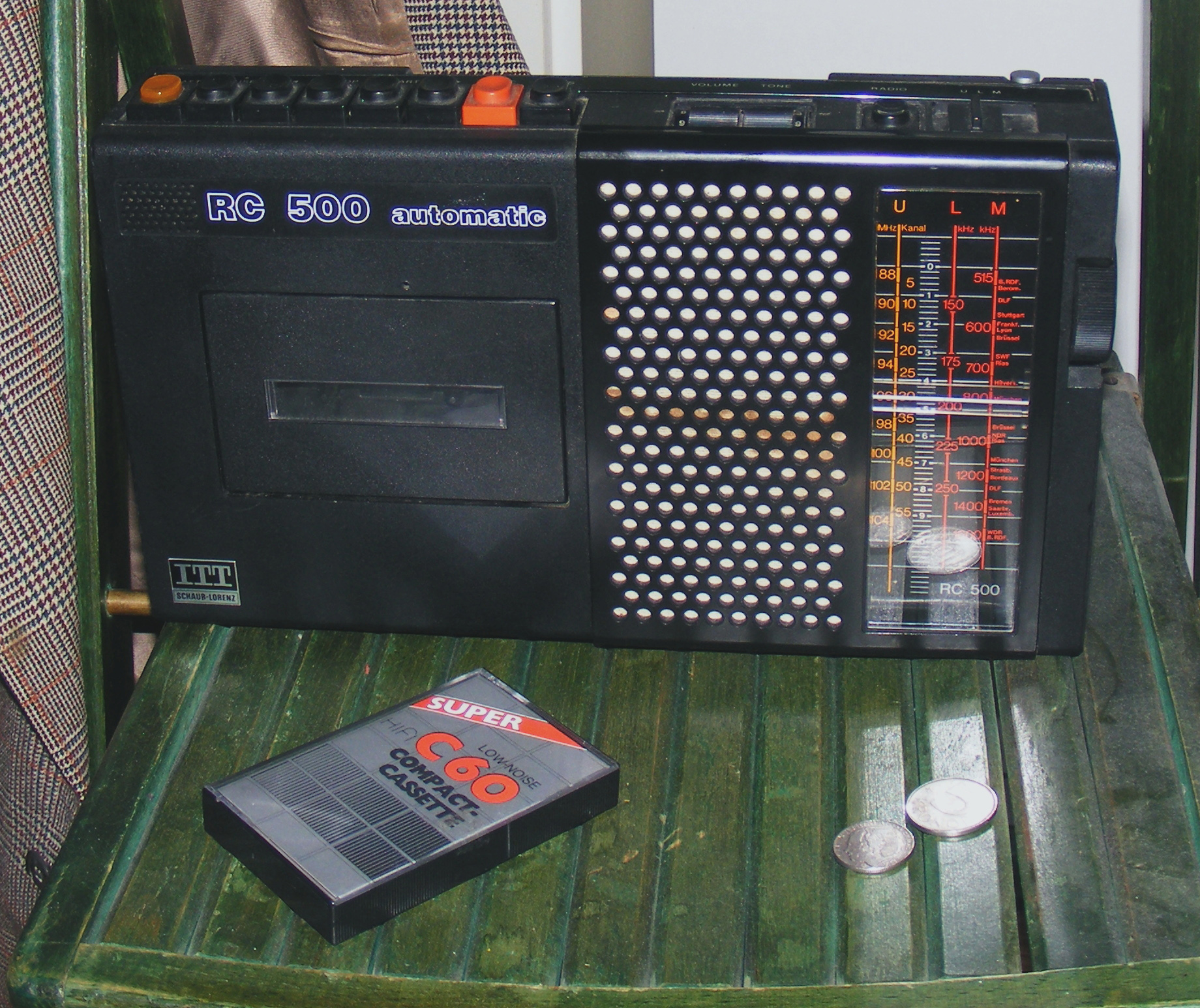
ITT Schaub-Lorenz „RC 550 automatic“, Kassettenrekorder, Mitte der 1970er Jahre

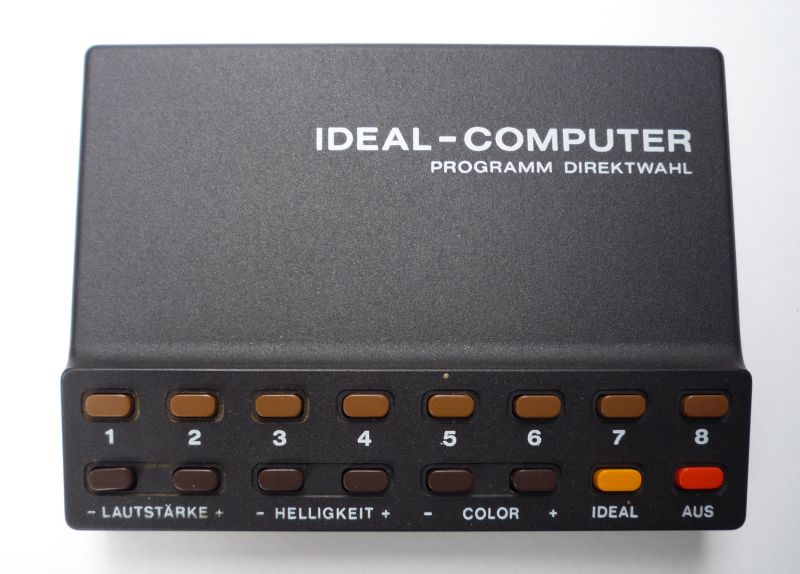
Ultraschall-TV-Fernbedienung der Marke ITT Schaub Lorenz, um 1976

Im Jahr 1979 gliederte die amerikanische Muttergesellschaft die Produktion und den Vertrieb der Unterhaltungselektronik neu. Als „Audio-Video-Elektronik“ mit eigenem Hauptsitz in Pforzheim löste sie den Bereich weitgehend aus der Standard Elektrik Lorenz AG heraus und nahm direkteren Einfluss von ihrer Zentrale. Die Entwicklung vom nationalen Hersteller zur länderübergreifenden Zusammenarbeit mit Einkauf von Komponenten bei internationalen Zulieferern wurde weiter verstärkt. Die Produktpalette, darunter Fernsehgeräte, Radios, Autoradios, Kassettenrecorder, Weltempfänger und Lautsprecherboxen, wurde fortan unter dem Markennamen ITT Schaub-Lorenz vertrieben. Nur die Zweitmarke Graetz blieb vom Namen her unverändert. Auf der Internationalen Funkausstellung 1983 in Berlin stellte ITT Schaub-Lorenz den weltweit ersten Fernseher mit digitaler Signalverarbeitung vor, den „ITT Digivision“. Die Grundlagen der Technik stammten von Ljubumir Micic, einem jugoslawischen Ingenieur, der sie in Freiburg für die Firma Intermetall entwickelt hatte, einer weiteren deutschen Beteiligung des ITT-Konzerns. Unter Ingenieuren galt das Gerät als technologischer Meilenstein und der Chipproduzent Intermetall verhandelte mit Fernsehgeräteherstellern weltweit, die sehr daran interessiert waren, auch bei ihrer Produktion durch Digitalisierung die Zahl der verwendeten Bauteile und damit erheblich an Zeit und Kosten einzusparen. Für den Verbraucher war die Technik aber zunächst nur durch ihren hohen Preis zu erkennen. Der ITT Digivision kostete zum Marktstart im November 1983 rund 2.700 DM. Das entspricht heute inflationsbereinigt knapp 3.080 EUR. Deutliche Verbesserungen in der Bild- und Tonqualität und sinkende Gerätepreise erreichten die Verbraucher erst über die immer stärker auftretende Konkurrenz aus Asien, vor allem aus Japan, die der europäischen Industrie zuerst das Massengeschäft und bald auch die technische Vorreiterrolle und Qualitätsführerschaft abnehmen konnte.
Im Jahr 1981 kündigte der Bereich „Audio-Video-Elektronik“ an, in großem Stil in das Geschäft mit Small-Business-Computern einzusteigen. Die amerikanische Muttergesellschaft hatte sich in Europa im Jahr 1979 bereits mit dem „ITT 2020“ versucht. Dabei handelte es sich um einen Nachbau des erfolgreichen Apple II, für den sie von Apple Computer eine Lizenz erworben hatte. Der Verkauf dieses Modells lief aber verhalten und wurde ganz eingestellt, als Apple das Modell Apple II Europlus auf den europäischen Markt brachte. Zwei Jahre später überließ man es der deutschen Tochter, am Standort Pforzheim die Führungsrolle im Konzern für diesen Bereich zu übernehmen. Hoffnungsträger war das im Oktober 1981 in München vorgestellte Kleincomputer-System „ITT 3030“. Bis Ende 1983 sollte damit ein Marktanteil von 25 % in Deutschland und 15 % in Westeuropa erreicht werden. Viel mehr als seinen guten Ruf brachte Standard Elektrik Lorenz aber nicht in das Projekt ein. Die Hardware hatte man sich bei Firma Steinmetz-Krischke Systemtechnik in Ettlingen auf Basis des 8-Bit-Mikroprozessors Zilog Z80 entwerfen lassen. Anstrengungen, dafür ein eigenes Betriebssystem „MOS“ (Machine Operating System) zu entwickeln, führten nicht zum Erfolg. MOS hätte seine Kunden, die ganz überwiegend schon an CP/M-Standards gewohnt waren, in einigen Punkten zum Umdenken gezwungen. Die Entwicklungszeit war zu kurz, um vor der Veröffentlichung alle Mängel zu beseitigen und die Software beanspruchte zu viel vom kostbaren Arbeitsspeicher. Die Fachpresse berichtete zwar wohlwollend über das Design, den modularen Aufbau und die Arbeitsgeschwindigkeit der ersten Prototypen, sprach aber auch von so erheblichen Abweichungen vom „Stand der Technik“, dass sie „das Ansehen einer Firma mit Weltgeltung berühren“. SEL kaufte schließlich vom britischen Softwarehaus Computer Analysts and Programmers Ltd. (CAP) Kopierrechte für das seit 1975 in London entwickelte Betriebssystem „BOS“ (Business Operating Systems) in den Versionen BOS-5, MBOS und BOS-Net. Die Geräteproduktion erfolgte im Ausland über Auftragsfertigung und für den Vertrieb sollte neben dem SEL-Systempartner-Netz auf Franchising gesetzt werden, mit jungen Fachleuten, die sich ohne größeres Eigenkapital selbstständig machen wollten. Das Gerät konnte sich zwar – nicht zuletzt wieder durch öffentliche Aufträge – als Arbeits- oder auch Lernmittel für Schulen am Markt etablieren. Die hohen Erwartungen wurden aber deutlich verfehlt.
Unter ihrem CEO Rand Araskog verordnete die ITT-Führung auch dem SEL-Bereich Nachrichtentechnik eine umfassende Reorganisation. Die bis zum Beginn der 1980er Jahre gewachsenen Strukturen galten angesichts einer Vielzahl internationaler Verflechtungen von ihrer Komplexität als weltweit einmalig und waren auch für Insider kaum noch zu durchschauen. Während der laufenden Veränderungen des Konzerns durch immer neue Zukäufe hatte man darüber hinweggesehen, solange der Verbund funktionierte. Inzwischen hatte sich die Situation aber verändert. Unter Harold Geneens Nachfolgern stoppte die Expansion durch Zukäufe und es galt, sich der Herausforderung zu stellen, den ganz extrem vielseitigen Mischkonzern zu konsolidieren und die einzelnen Bereiche auf einen härter werdenden Wettbewerb am Weltmarkt und auf eine zunehmende Ausgabenzurückhaltung der öffentlichen Auftraggeber einzustellen. Verbesserung der Effizienz zur Senkung der Kosten, aber auch zur Vermeidung von Doppelarbeit und oft auch gegenseitiger Behinderung von Abteilungen mit sich überschneidenden Zuständigkeiten erschien bei Standard Elektrik Lorenz dringend geboten. Die bei SEL daraufhin eingeführte Matrixstruktur galt als richtungsweisend und fand einige Beachtung sowohl bei anderen Großunternehmen mit ähnlichen Herausforderungen, als auch in der betriebswirtschaftlichen Fachliteratur. Sie galt als Musterbeispiel für die produktorientierte Ausrichtung einer Funktionalorganisation. In der Praxis bewährte sich die neue Struktur aber nicht und hatte aus verschiedenen Gründen nur eine kurze Geltungsdauer.
Kurz nach Beginn der christlich-liberalen Koalition Ende 1982 (Kabinett Kohl I) hatte der neue Bundesminister für das Post- und Fernmeldewesen Christian Schwarz-Schilling angekündigt, Milliarden in den Aufbau eines deutschen Glasfasernetzes zu investieren und verbindlich zugesagt, der Industrie zwischen 1985 und 1995 jährlich mindestens 100.000 Kilometer Kabel abzunehmen. Die Planungen der darauf nur schlecht vorbereiteten großen deutschen Kabelhersteller AEG, kabelmetal electro, PKI (Philips Kommunikation Industrie), Siemens und Standard Elektrik Lorenz, gemeinsam als Gesellschaft für Lichtleitertechnik (GFL) eine neue Fabrik in Berlin aufzubauen, scheiterten aber am Widerstand des Bundeskartellamts. Vor allem die Chemitronic GmbH, eine Tochter der Wacker Chemie hatte interveniert, da sie sich aus laufenden Verhandlungen mit der amerikanischen American Telephone & Telegraph (AT&T) einen Zugriff auf deren Patente erhoffte und bereits konkrete Pläne zum Aufbau einer eigenen Produktion im Werk Burghausen verfolgte. Bei SEL wurde schließlich entschieden, sich im Kabelwerk am Hauptsitz in Stuttgart-Zuffenhausen auf die Herstellung in großindustriellem Maßstab vorzubereiten. Es sollten 50.000 Kilometer Glasfaser pro Jahr produziert werden. Bis zur Inbetriebnahme der Fertigungsanlagen hatte Postminister Schwarz-Schilling jedoch die Entscheidung getroffen, entgegen sowohl den Erwartungen, als auch den Empfehlungen aus der Wirtschaft, bei der Verkabelung für den Funk- und Fernsehempfang weiterhin auf Kupfer- statt auf Glasfaserkabel zu setzen. Statt nach einem festen Schlüssel an die Bundespost zu liefern, musste die Produktion auf dem Weltmarkt angeboten werden. Um die Produktionskosten pro Kabelkilometer möglichst gering zu halten, versuchte man die neue Anlage optimal auszulasten. Im Probebetrieb wurde daher in „Kontischicht“ produziert, also kontinuierlich in Schichten rund um die Uhr auch am Wochenende, was bald zu erbittertem Streit mit dem Betriebsrat und zu nachfolgenden juristischen Auseinandersetzungen führte.

### Wechsel von ITT zur Compagnie Générale d’Électricité (1986)

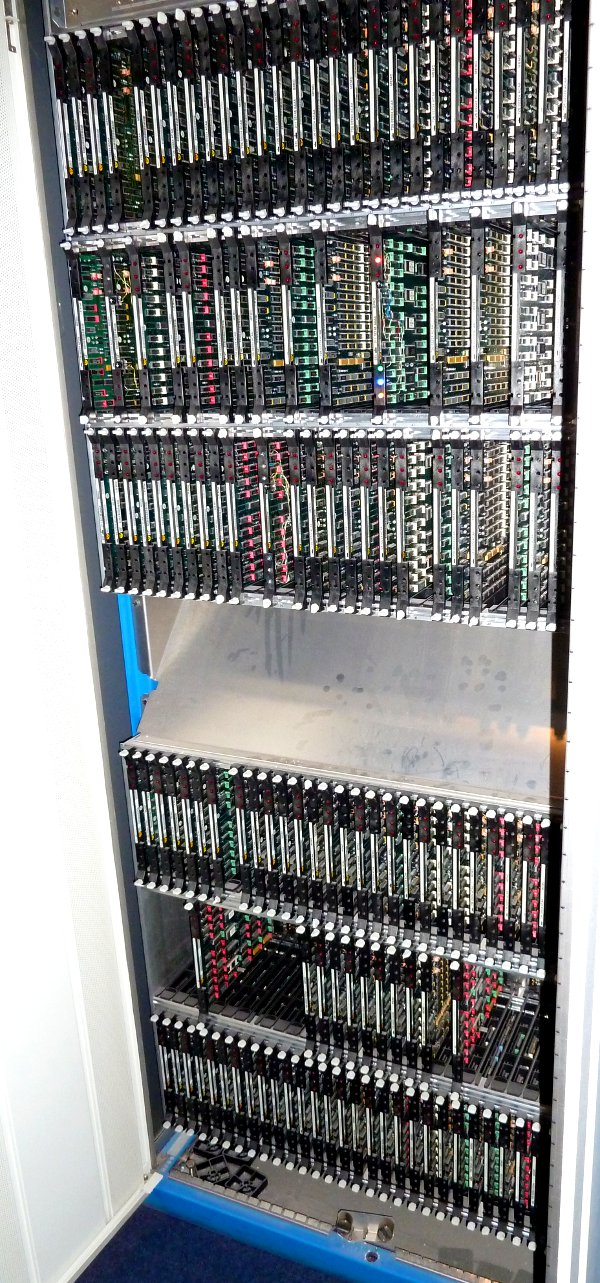
Digitale Vermittlungsanlage System 12 oder kurz „S12“, später auch „Alcatel S12“ (Gesamtansicht, Schrank im geöffneten Zustand)

Im ITT-Konzern hatte sich das Geschäft mit Telefonausrüstungen bis Mitte der 1980er Jahre deutlich verschlechtert. Hauptursache waren die hohen Kosten für die Entwicklung eines elektronischen Vermittlungssystems im Wettbewerb zu den parallel laufenden Entwicklungen anderer Hersteller. Das ITT-System sollte später unter dem Namen „System 12“ in den Markt der damals noch überwiegend staatlichen Netzbetreiber gebracht werden. Traditionell teilten sich SEL und Siemens im Verhältnis 1/3 zu 2/3 den westdeutschen Markt, wobei SEL nach Kriegsende das von Siemens entwickelte elektromechanische EMD-System in Lizenz produzierte und an die Deutsche Bundespost lieferte. Da keine wesentlichen Entwicklungskosten aufzubringen waren, konnte der Bereich Vermittlungstechnik hohe Gewinne ausweisen, die das Gewinnpotential der ganzen SEL bestimmten. Mit dem voraussehbaren Trend zu elektronischen Systemen ließ sich jedoch das Arbeitsprinzip der Lizenzabhängigkeit von Siemens nicht mehr fortsetzen, denn ein softwaregesteuertes System erlaubte keine nennenswerte Lizenzproduktion in Abhängigkeit von einem Lizenzgeber. SEL musste daher eine strategische Weichenstellung für den Haupt-Umsatz- und Ergebnisträger Vermittlungstechnik vornehmen und eine eigenständige Entwicklungsabteilung im Verbund mit den anderen europäischen Firmen der ITT-Gruppe aufbauen. Als Folge des kostenintensiven Aufbaus einer Entwicklungsmannschaft für digitale Vermittlungstechnik reduzierte sich der Ergebnisausweis dieses Bereichs und damit des ganzen Unternehmens nicht unerheblich. Hoffnungen, das Ergebnis mit Einführung der digitalen Vermittlungsanlagen System 12 in den Vereinigten Staaten verbessern zu können, erfüllten sich nicht. Das zu Entwicklungskosten von mehr als einer Milliarde US-Dollar für Europa entwickelte Flaggschiff-Produkt ließ sich nicht zu akzeptablen Kosten an US-Normen anpassen. ITT gab ihren Versuch auf, in den von AT&T beherrschten amerikanischen Markt einzusteigen und musste weitere 105 Millionen US-Dollar abschreiben. Bei der deutschen Tochter in Stuttgart lief die Telekommunikation besser. Bei der Bundespost teilten sich das Siemens-System EWSD und „System 12“ bzw. „S12“ von SEL den deutschen Markt im Verhältnis von zwei zu eins. Die ITT-Führung plante dennoch, sich aus diesem Geschäftsfeld zurückzuziehen.
Rand Araskog sprach zunächst mit der konkurrierenden Siemens in München. Dort sah man sich aber im Hinblick auf das Bundeskartellamt Ende 1984 zur Ablehnung des Angebots gezwungen. Daraufhin reisten die Daimler-Benz-Vorstände Edzard Reuter und Werner Niefer nach New York. Von einer Standard Elektrik Lorenz versprach man sich offenbar mehr, als von der später zum Abschluss gebrachten Übernahme der AEG. Kurz darauf fragte bei ITT auch die Robert Bosch GmbH an, die SEL mit ihrer Tochter Telenorma verbinden wollte. Araskog war aber nicht dazu bereit, die allgemein als „Perle“ angesehene Stuttgarter Firma separat abzugeben. Der Käufer sollte sie in einem Gesamtpaket mit den anderen, wirtschaftlich deutlich schwächeren Beteiligungen des Konzerns übernehmen.
Die Einigung im Dezember 1986 kam überraschend, sowohl für die Branche, als auch für das an den Verhandlungen nicht beteiligte und über das Ergebnis nicht vorab informierte deutsche Management der SEL unter Helmut Lohr. ITT kündigte an, ihren gesamten westeuropäischen Telekommunikationsbereich inklusive Standard Elektrik Lorenz in ein Gemeinschaftsunternehmen mit der französischen Compagnie Générale d’Électricité (CGE) einzubringen. Deren Eigentümer, der französische Staat unter Regierung von Jacques Chirac, hatte ihr bei den Verhandlungen freie Hand gelassen. Industrieminister Alain Madelin feierte die Pläne gegenüber der französischen Tageszeitung Le Monde als „Hochzeit des Jahrhunderts mit ITT“. Um den hohen Kaufpreis aufbringen zu können, musste CGE jedoch nach Partnern suchen, die sich finanziell beteiligen wollten. Da sie keinen größeren Einfluss auf das entstehende Unternehmen einräumen wollte, winkten zahlreiche, nicht zuletzt auch von der Landesregierung von Baden-Württemberg unter Lothar Späth aus Furcht um die Zukunft der SEL ins Spiel gebrachte Interessenten dankend ab. Gegen Zahlung von 577 Mio. US-Dollar und weiteren 325 US-Dollar der Finanzpartner Société générale de Belgique und Crédit Lyonnais erhielt CGE zunächst nur eine Mehrheitsbeteiligung. Den von ITT gehaltenen Anteil am neuen Unternehmen in Höhe von 37 Prozent, übernahm CGE aber nur zwei Jahre später. Damit war Standard Elektrik Lorenz Teil der neu geschaffenen, speziell auf die Telekommunikation ausgerichteten Alcatel N.V. mit Sitz in Amsterdam, Niederlande. CGE steuerte aber weitgehend direkt aus ihrer Zentrale in Paris. Nach dem Ausstieg von ITT hielt sie etwa 99 % der Alcatel-Aktien. Trotz der veränderten Zugehörigkeit behielt das deutsche Unternehmen in Stuttgart seinen Namen bis auf weiteres bei. Um Bedenken zu zerstreuen, es könnte wie kurz zuvor bei Thomson in Frankreich zu Massenentlassungen kommen, hatte CGE-Präsident Pierre Suard öffentlich beteuern lassen, die Standard Elektrik Lorenz bliebe „mit allen Unternehmensbestandteilen in der heutigen Form auch in der Zukunft bestehen“.
Die Presse kommentierte, Standard Elektrik Lorenz werde jetzt an eine deutlich kürzere Leine gelegt. Der kulturelle Unterschied zwischen ITT und CGE war enorm. Was Geschäftszahlen anbelangte, so war man bei Standard Elektrik Lorenz durch ITT ein extremes Niveau gewohnt. Wie die Zahlen aber erreicht wurden, von der Organisation der Abläufe bis hin zu teilweise sehr weitreichenden Produktentscheidungen, lag in der Verantwortung der Geschäftsleitung vor Ort. Außer im Rahmen der Konzernpolitik, erfolgten Eingriffe nur dann, wenn eine Tochter für besonders hochfliegende Pläne mehr Mittel und Einfluss benötigte, als sie ohne den Konzern allein aufbringen konnte. Oder wenn deren Management versagte, also mit „schlechten Zahlen“ die selbst aufgestellten Prognosen verfehlte, ohne dazu eine befriedigende Erklärung oder Rezepte für eine Trendwende vortragen zu können. In deutlichem Gegensatz dazu, versuchte die Konzernführung aus Frankreich auch Detailfragen nach Paris zu ziehen und möglichst viele der anstehenden Entscheidungen selbst zu treffen. Das Nachrichtenmagazin Der Spiegel fasste den Wandel im Jahr 1990 wie folgt zusammen: „Im weltweiten ITT-Verbund wirtschaftete die SEL als eigenständiges Unternehmen. Die neuen Herren in Paris dagegen haben sehr genaue Vorstellungen darüber, wo es bei der SEL langgehen soll. […] Die Stuttgarter Zentrale wird zu einer Außenstelle des französischen Mehrheitsbesitzers degradiert“. Zwischen Pierre Suard, dem Präsidenten der CGE und dem deutschen Vorstand der SEL unter Helmut Lohr, der mit einer deutlichen Verschlankung der Organisation und dem Verkauf oder der Schließung unrentabler Bereiche beauftragt war, herrschte von Anfang an ein angespanntes Verhältnis.
SEL brachte sich auch im Zusammenhang mit der Traumschiff-Affäre in die Schlagzeilen. Eine von SEL bezahlte Ägäisreise des Ministerpräsidenten fand im selben Jahr statt, als ohne Ausschreibung der Auftrag an SEL vergeben wurde, alle Landesbehörden mit Faxgeräten auszustatten.

### Niedergang und Zerschlagung (1987–1992)
Der französische Staat hatte sich am Kaufpreis der Übernahme nicht beteiligt. Die Compagnie Générale d’Électricité operierte deshalb hart an der Grenze ihrer finanziellen Möglichkeiten. Gewinne der deutschen Tochter waren fest eingeplant, um den hohen Kaufpreis schnell wieder einzubringen. Standard Elektrik Lorenz lieferte jedoch im ersten Jahr die mit Abstand schlechteste Rendite des ganzen Konzerns.
Dem Bereich Audio-Video-Elektronik mit Hauptquartier in Pforzheim, der beim Verkauf an die Franzosen zum Gesamtpaket SEL dazugehörte, versicherte Helmut Lohr mit Rückendeckung von Pierre Suard, die Unterhaltungselektronik habe als „strategischer Faktor“ auch in Zukunft einen festen Platz im neuen Konzern. Jedoch löste Grundig, der Marktführer für Fernsehgeräte in Deutschland, nur wenig später einen Preisrutsch aus, um den immer stärker auftretenden Anbietern aus Fernost entgegenzuhalten. Der schon einige Zeit rückläufige Marktanteil der SEL-Marken Graetz und Schaub-Lorenz fiel auf nur noch 6,9 Prozent. Durch Rationalisierungsmaßnahmen und vor allem die Digitalisierung waren die Kapazitäten der SEL-Fernsehfabrik in Bochum aber zuletzt sogar noch gewachsen. Damit verschlechterte sich die Auslastung, trieb die Kosten pro Stück in die Höhe und den ganzen Bereich tief in die roten Zahlen. Dem Aufsichtsrat erklärte Lohr auf einer Sondersitzung im Dezember 1987 auf strikte Weisung von Pierre Suard, man habe jetzt keine andere Wahl mehr, als den Bereich zu verkaufen, oder auf das Niveau eines Spezialanbieters wie Loewe und Metz zu schrumpfen. Das hätte die Entlassung von mindestens einem Dreiviertel der Belegschaft zur Folge gehabt. Ein Käufer sei aber schon gefunden. Der finnische Nokia-Konzern wäre zur Übernahme bereit. SEL müsste jetzt nur schnell handeln. Er hatte geplant, das Geschäft noch am Folgetag mit Wirkung für den 1. Januar abzuschließen. Die Arbeitnehmervertretung ließ sich nicht überzeugen und bereitete ihm in der Abstimmung eine Schlappe. Nach einer weiteren Sondersitzung wechselte am 1. Januar 1988 schließlich doch noch die gesamte in Deutschland angesiedelte Geräteproduktion für Rundfunk und Fernsehen mit insgesamt ca. 8.000 Beschäftigten und etwa 1,5 Milliarden DM Umsatz, einschließlich der beim Kauf der Firma Graetz integrierten Werke zu Nokia.

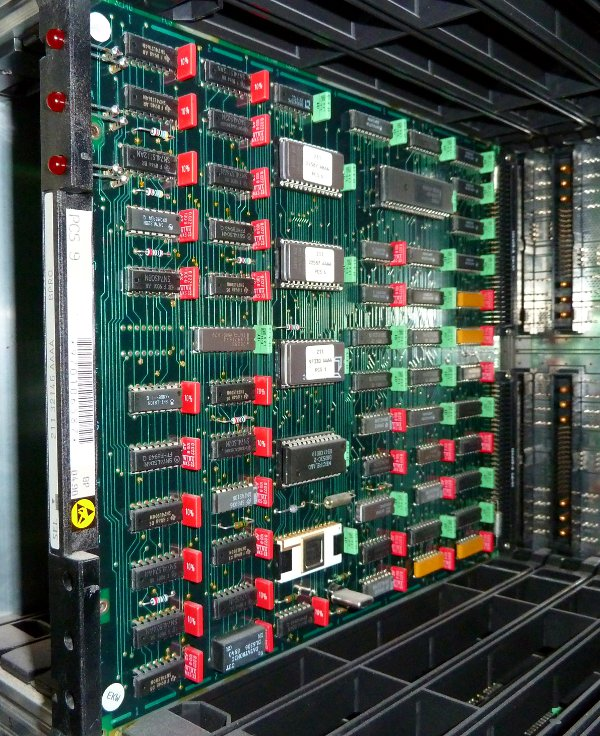
Einschub EZ, eingebaut im Schrank eines „System 12“

Der Bereich Nachrichtentechnik sollte eigentlich für die Mutter Alcatel und ihre französische Technik einen Weg auf den deutschen Markt und zum großen Auftraggeber Bundespost ebnen. Unter Gerhard Zeidler, dem Nachfolger Helmut Lohrs, konnte SEL aber kaum ihre eigene Stellung halten. Im Telefongeschäft hatte man vor allem auf die digitalen Vermittlungsanlagen „System 12“ bzw. „S12“ gesetzt. Ausgerechnet diese bereiteten den Ingenieuren der Post Schwierigkeiten, waren entweder zu komplex oder funktionierten nicht ordentlich. Vertragsstrafen und der Verlust von Anschlussaufträgen durch den bald zur Deutschen Telekom privatisierten Auftraggeber waren die unmittelbare Folge. Auf Drängen der Politik zu Investitionen im deutschen Osten, hatte Gerhard Zeidler im März 1990 als einer der ersten Manager reagiert und mit dem ehemaligen Telefonbaukombinat Rundfunk- und Fernmelde-Technik der DDR das Gemeinschaftsunternehmen RFT-SEL gegründet. Der Frühstart brachte Millionenverluste. Die Hoffnung, als „Ost-Produzent“ bevorzugt mit der Ausrüstung der neuen Bundesländer beauftragt zu werden, erfüllte sich nicht. Von etwa 500.000 neuen Anschlüssen beauftragte die Post nach der gleichen Quote wie in den alten Bundesländern nur ein Drittel bei SEL. Die vorhandenen Werke im Westen hätten den Bedarf leicht mit abdecken können.
Bemühungen der Standard Elektrik Lorenz, die Heimatschwäche durch Wachstum im Exportgeschäft wieder wettzumachen, scheiterten kläglich. Die westlichen Nachbarn Deutschlands hatten ihre Telefonmärkte dem Wettbewerb noch kaum geöffnet. Solange Aufträge ausschließlich an die heimische Industrie verteilt wurden, kam SEL im Ausland nicht zum Zug. Da ihr Mutterkonzern in Frankreich und über Töchter auch in Spanien und weiteren Ländern davon profitierte, konnte sie gar kein Interesse daran haben, SEL beim Markteintritt zu helfen und bereits sichere eigene Anteile am Geschäft den Stuttgartern abzutreten. Im Gegenteil hatte Pierre Suard bereits 1987 klargestellt, dass die französische Alcatel im Bereich öffentlicher Vermittlungstechnik ihr eigenes „System E10“ parallel zu „System 12“ weiterentwickeln werde. Standard Elektrik Lorenz setzte auf einen großen Wurf in den Ländern des ehemaligen Ostblock. Bis zu 400.000 Telefonanschlüsse glaubte Zeidler in der Sowjetunion, in Polen, Ungarn und der Tschechoslowakei aufbauen zu können. RFT-SEL sollte für Osteuropa mit knapp 3.000 Beschäftigten in Arnstadt mechanische Telefonvermittlungsanlagen und mit weiteren 1.200 Mitarbeitern in Rochlitz Funkanlagen fertigen. Mehrere hundert Angestellte in Berlin sollten Vertrieb und Service übernehmen. Doch in den Ländern Osteuropas fehlte für Aufträge in harter D-Mark überall das Geld. Die Wirtschaftslage der Sowjetunion entwickelte sich so katastrophal, dass ihre Devisen kaum für den Ankauf von Nahrungsmitteln und dringend benötigter Maschinen ausreichten. Ungarn und die Tschechoslowakei waren lediglich an technischer Kooperation interessiert. Sie wollten keine fertigen Telefonsysteme im Westen kaufen, sondern lieber im eigenen Land bauen. Die Nachfrage tendierte gegen Null. Die Zahl der Mitarbeiter bei RFT-SEL sank von 5.000 auf 3.800, der Abbau weiterer 500 Stellen bis Jahresende 1991 war schon im Mai angekündigt.
Gleichzeitig verpasste das Unternehmen, eigentlich ein namhafter Pionier im Mobilfunk oder sogar der Funktechnik generell, wenn man auch die Stammfirma C. Lorenz berücksichtigte, ausgerechnet auf diesem Gebiet den Anschluss. Großaufträge zur Lieferung von Technik für den Aufbau der Mobilfunknetze D1 und D2 gingen später an Siemens und die schwedische Ericsson.
In immer kürzeren Abständen kündigte das Unternehmen Verkäufe, Entlassungen und Standortschließungen an. Die Verantwortung für zahlreiche Bereiche, vor allem solche ohne direkten Bezug zur Nachrichtentechnik, wurde der Stuttgarter SEL-Führung entzogen und anderen Konzerntöchtern unterstellt.

### Weitere Entwicklung der Bereiche und Marken bei jeweiligen Nachfolgerunternehmen
Das unrentable Kabelwerk in Zuffenhausen wurde der Schwesterfirma ALCATEL kabelmetal electro GmbH übertragen und Ende des Jahres 1991 stillgelegt. Das etwa 25 Hektar große, an den Unternehmenshauptsitz mit seinen Verwaltungsgebäuden angrenzende Gelände wurde verkauft. Ein größerer Teil gehört seit 2012 zum unmittelbar benachbarten Werk des Autobauers Porsche.
Unterhaltungselektronik
Die am 1. Januar 1988 verkaufte Unterhaltungselektronik firmierte ab 2. Februar 1988 als Nokia-Graetz GmbH und vertrieb noch einige Jahre vor allem Farbfernsehgeräte, Videorecorder und Verstärker unter dem Markennamen „ITT Nokia“, bis der finnische Mutterkonzern das Geschäft aufgab, um sich ganz auf Mobiltelefone zu konzentrieren. Die spätere Verwendung der Marke in Schreibweise „SchaubLorenz“ steht nicht mehr in direktem Zusammenhang mit der ehemaligen Produktion bei G. Schaub Apparatebau oder Standard-Elektrik Lorenz, sondern geht auf General Trading S.p.A. und deren Nachfolger zurück, die im Jahr 1999 die Namensrechte erworben und für den Vertrieb importierter Unterhaltungselektronik, vor allem aber Haushaltsgeräte wiederbelebt hat.
Davon unabhängig erwarb die Karcher AG aus Birkenfeld von ITT Manufacturing Enterprises LLC. Ende 2005 die Lizenzrechte zur Verwendung der Marke „ITT“. Ab 2006 und noch bis etwa Anfang 2019 wurden von Karcher vor allem TV-Geräte und Lautsprechersysteme unter dem Markennamen ITT angeboten.
Flugnavigationssysteme, Verteidigungs- und Verkehrstechnik
Die Entwicklung und Produktion von Flugnavigationssystemen und Verteidigungstechnik verkaufte Alcatel SEL AG im Jahr 1998 an die französische Thomson-CSF. An deren Nachfolger, die Thales Group, ging im Zuge der Fusion zur Alcatel-Lucent Deutschland AG im Jahr 2006 auch der Bereich Bahn- bzw. Verkehrstechnik.
Nachrichtentechnik
Das Kernunternehmen um die Nachrichtentechnik firmierte ab 1992 als Alcatel SEL AG. Im Jahr zuvor hatte auch der französische Mutterkonzern seinen Namen von Compagnie Générale d’Électricité in Alcatel Alsthom S.A. geändert. Die wirtschaftliche Lage verschlechterte sich weiter. Auch unter neuem Namen Alcatel SEL setzte sich die Serie der Entlassungen, Schließungen und Verkäufe bei der deutschen Tochtergesellschaft fort. Ende des Jahres 2005 hatte Alcatel in Deutschland noch rund 5.200 Beschäftigte in Stuttgart, Arnstadt, Berlin, Bonndorf und Hannover, mit denen sie einen Umsatz von 1,2 Milliarden Euro erzielen konnte.
Am 1. Dezember 2006 fusionierte die Muttergesellschaft, die ihren Namen im Juni 1998 von Alcatel Alsthom S.A. auf Alcatel S.A. verkürzt hatte, mit der amerikanischen Lucent Technologies aus Murray Hill, New Jersey. Sitz der neuen Gesellschaft war Paris. Am 1. Januar übertrug die neue entstandene Alcatel-Lucent die Lucent Technologies Network Systems GmbH aus Nürnberg auf die Alcatel SEL AG in Stuttgart, die ihren Namen in Alcatel-Lucent Deutschland AG änderte und mit den bisher aus Nürnberg gesteuerten Lucent-Betrieben verschmolz. Am 1. Januar 2011 führte Alcatel-Lucent das sogenannte „Prinzipal-Modell“ ein, mit dem die Steuerung des auch zuvor schon stark durch Vorgaben aus Paris geprägten operativen Geschäfts schließlich offiziell-formell nach Frankreich verlegt wurde. Im April 2015 legte die finnische Nokia dem Alcatel-Lucent-Konzern ein Übernahmeangebot für 15,6 Milliarden Euro in Aktien vor. Nach erfolgreichem Abschluss dieses Geschäfts traten ab dem 14. Januar 2016 beide Firmen gemeinsam unter dem Namen Nokia auf. Im August 2017 gingen die Reste der deutschen Alcatel-Lucent und der Betrieb in Zuffenhausen in der Nokia Solutions and Networks GmbH & Co. KG auf.

## Logo und Slogan
Das zur Gründung der Standard Elektrik Lorenz gewählte Corporate Design und vor allem das Logo ist ein Werk des Grafikers Anton Stankowski aus dem Jahr 1954. Es sollte Assoziationen zum Senden und Empfangen von Funksignalen wecken. Für eine spätere, leicht veränderte Version des Logos verringerte Anton Stankowski 1979 die Anzahl der Strahlen in jeder Richtung von vier auf drei.
Als Firmenslogan diente mehrere Jahre „SEL – Die ganze Nachrichtentechnik“. Mindestens ebenso bekannt war für das Unternehmen aber auch die Bezeichnung „Schwäbisches Elektro Lädle“ als umgangssprachlich verbreitete, absichtliche Umdeutung der Abkürzung des Unternehmensnamens, mit der es spöttisch „auf die Schippe“ genommen wurde.

## Betriebskrankenkasse
An den Standorten der Standard Elektrik Lorenz stand für die Mitarbeiter eine unternehmenseigene Betriebskrankenkasse SEL BKK, zwischenzeitlich Alcatel SEL BKK zur Verfügung. Ende des Jahres 2006 hatte sie etwa 60.000 Versicherte. Am 1. Januar 2007 fusionierte sie mit der etwa gleich großen, bereits im Jahr 1996 als Verbund zahlreicher kleinerer Betriebskrankenkassen entstandenen BKK futur, die am 1. Januar 2012 auf die BKK Verkehrsbau Union (BKK VBU) verschmolzen wurde.

## Unternehmens-Stiftung
Am 21. Oktober 1979 gründete Standard Elektrik Lorenz eine gemeinnützige Stiftung. Ihre Aufgabe war die Förderung von Forschungsarbeiten, die zum besseren Zusammenwirken von Mensch und Technik in Kommunikationssystemen beitragen. Nach Verkauf und Umbenennung des Unternehmens änderte auch die Stiftung ihren Namen auf Alcatel SEL Stiftung. Bis zu ihrem 25-jährigen Jubiläum im Jahr 2004, unter dem Motto „für eine menschengerechte Technik“, hatte sie nach eigenen Angaben mehr als 500 Vortragsveranstaltungen und über 150 Publikationen gefördert. Neben dem Forschungspreis Technische Kommunikation, der mit 20.000 Euro höchstdotierten Einzelauszeichnung für außerindustrielle Forschung, wurden jährlich auch bis zu zwei abgeschlossene wirtschaftswissenschaftliche Dissertationen zum Themenkreis „Kommunikations- und Informationstechnik“ mit einem Preis von je 5.000 Euro ausgezeichnet.
Nach Entstehung der Alcatel-Lucent wurde der Stiftungsname erneut an den Unternehmensnamen angepasst auf Alcatel-Lucent Stiftung für Kommunikationsforschung. Mitte 2015 erklärte die Stiftung auf ihrer Webseite, dass aufgrund der wirtschaftlichen Lage ihrer Spender die zukünftige Arbeit ungewiss sei. 2019 wurde die Auflösung der Stiftung beschlossen.

### Bildgalerie
(Auswahl)

Produkte
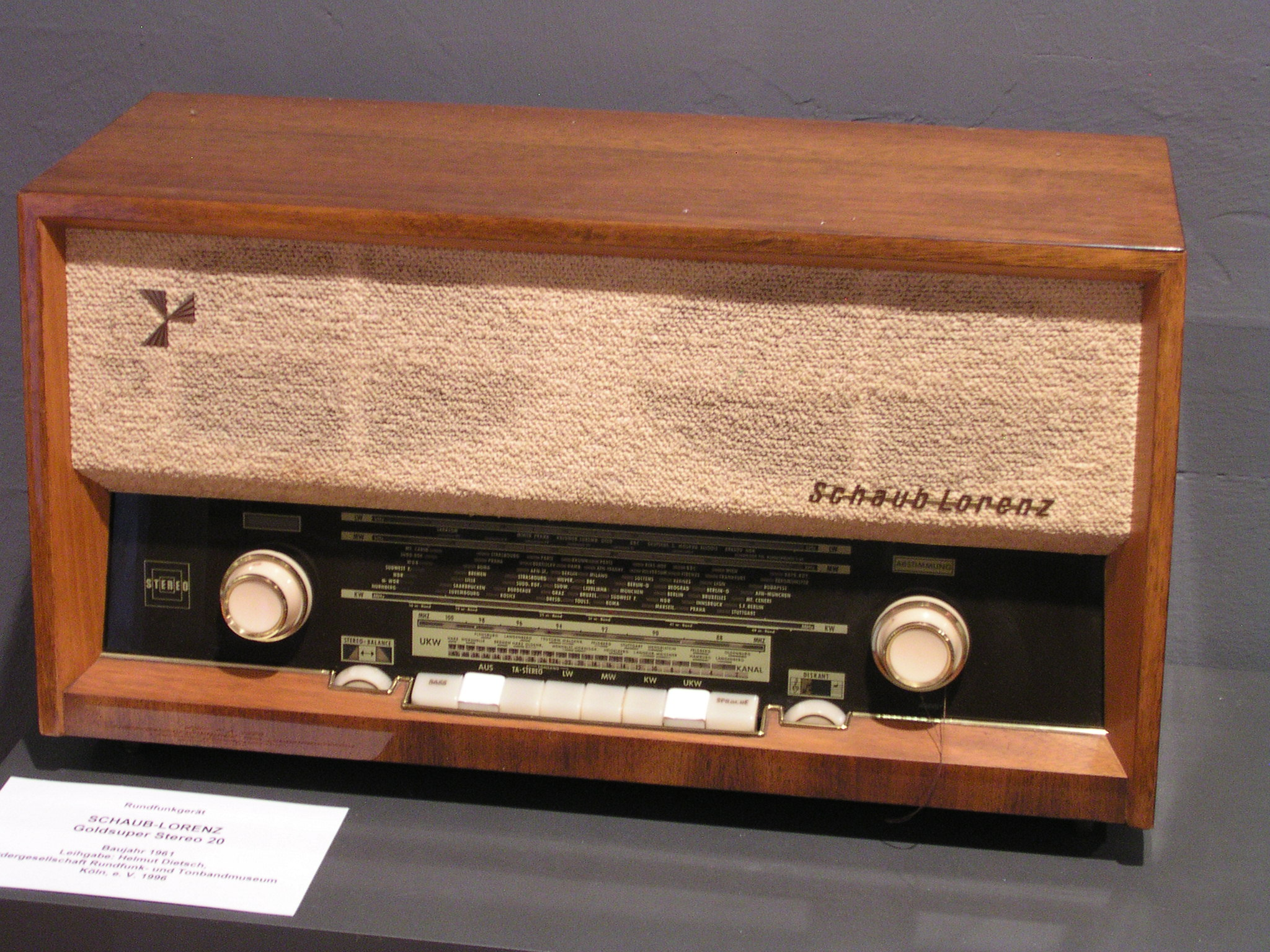
Schaub-Lorenz „Goldsuper Stereo 20“, Radiogerät von 1961
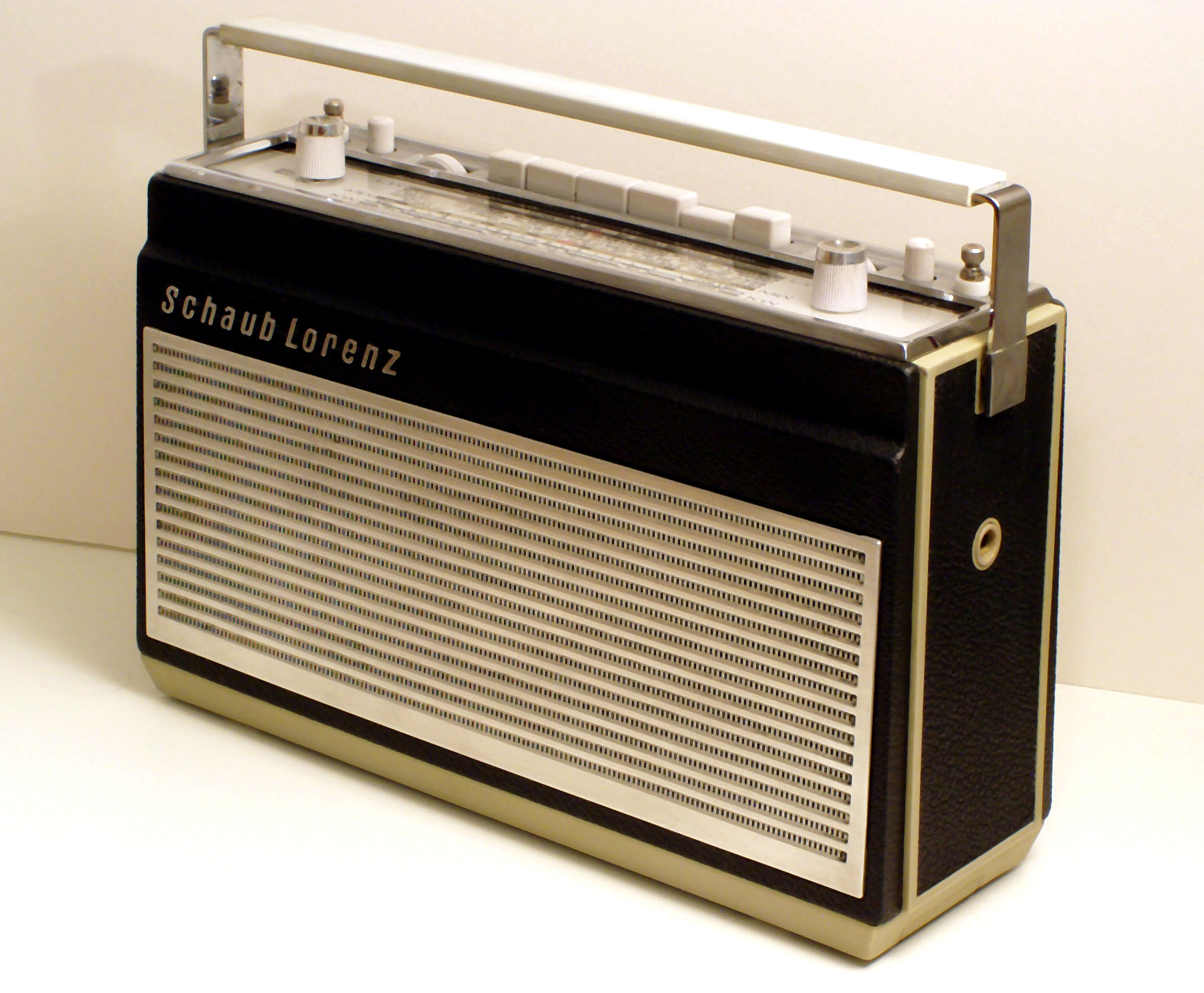
Schaub-Lorenz „Touring 70 Universal“, Flaggschiff der erfolgreichen Kofferradios der 1960er Jahre
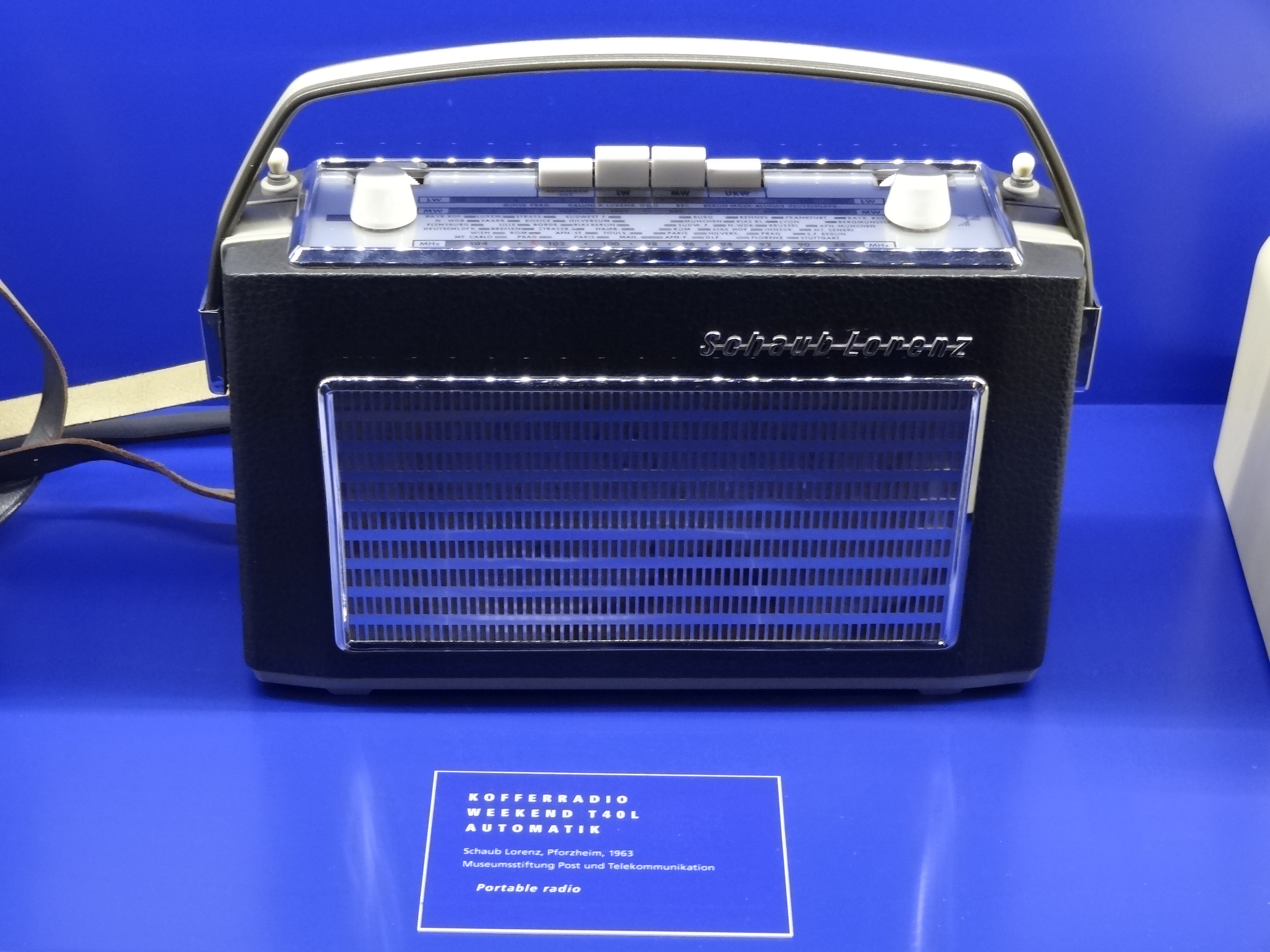
Schaub-Lorenz „Weekend T40L Automatik“, Kofferradio von 1963
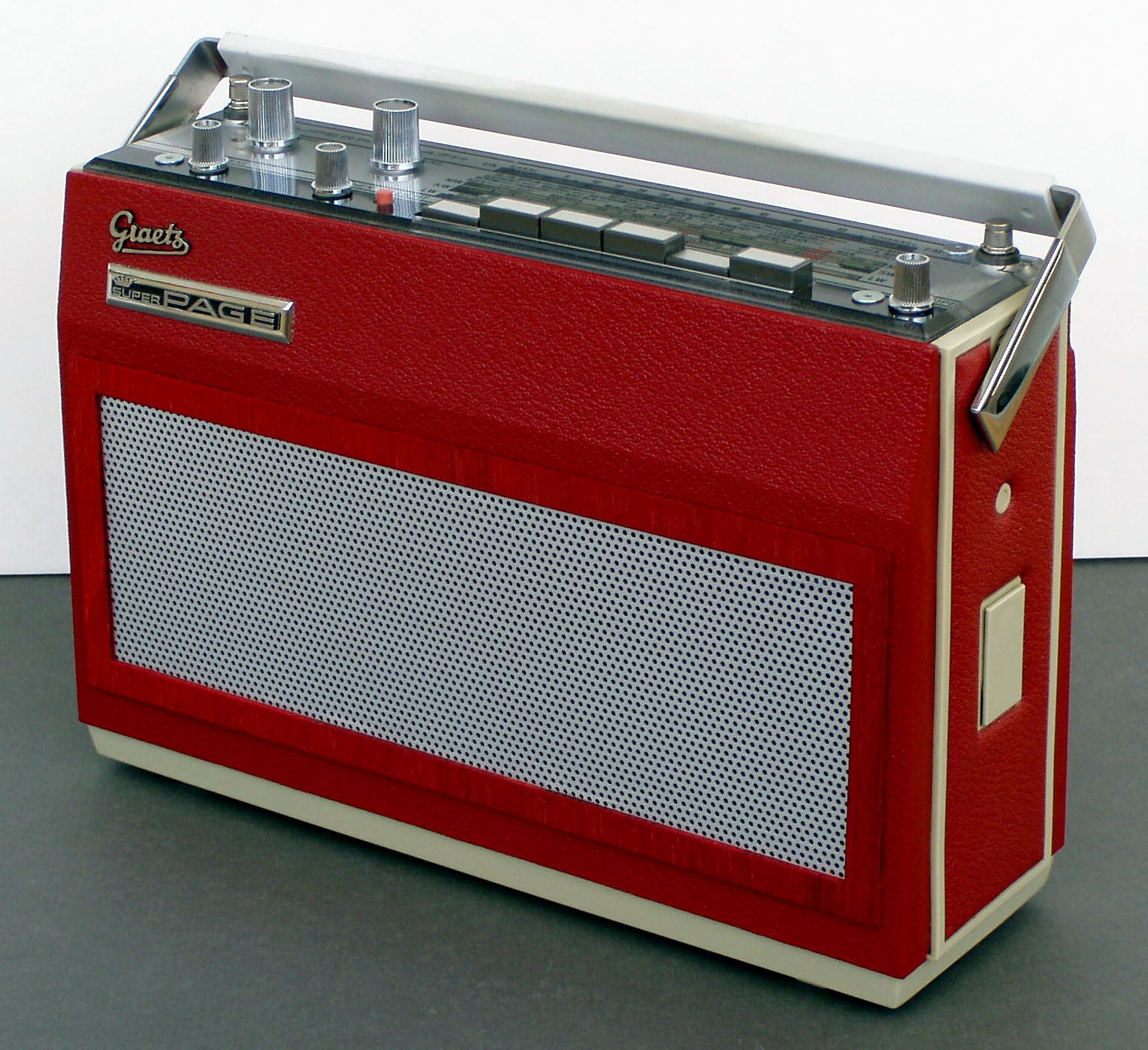
Transistorkofferradio „SuperPage“. Marke Graetz, hergestellt 1966
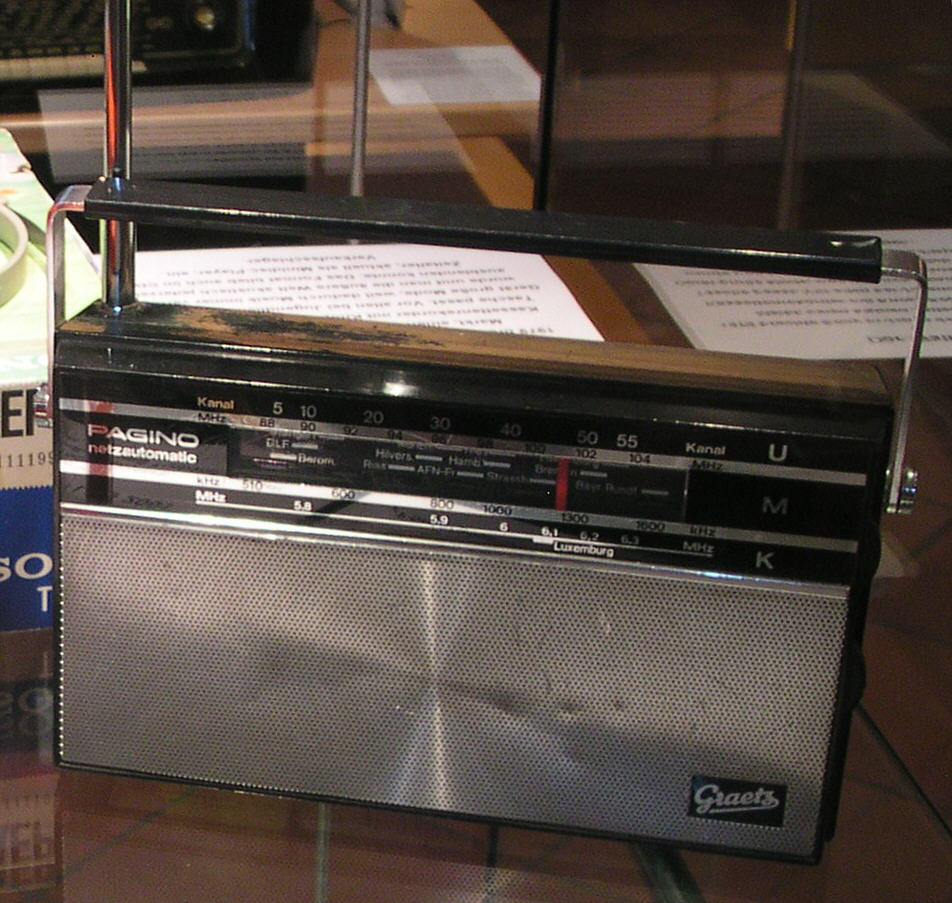
Kofferradio Graetz „Pagino netzautomatic“, Baujahr 1969
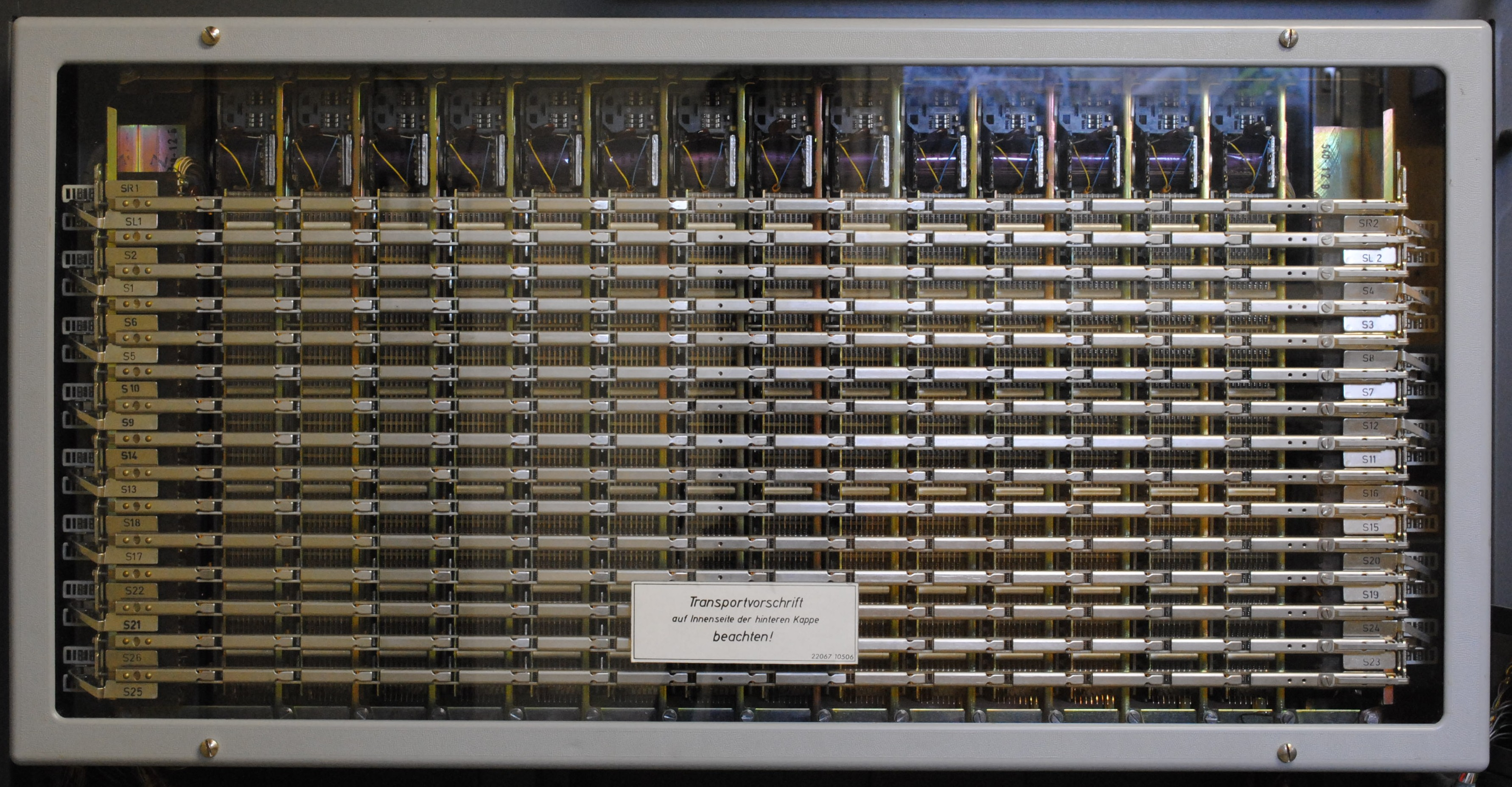
Koordinatenschalter in einer Telefonanlage „Großcitomat“ von SEL
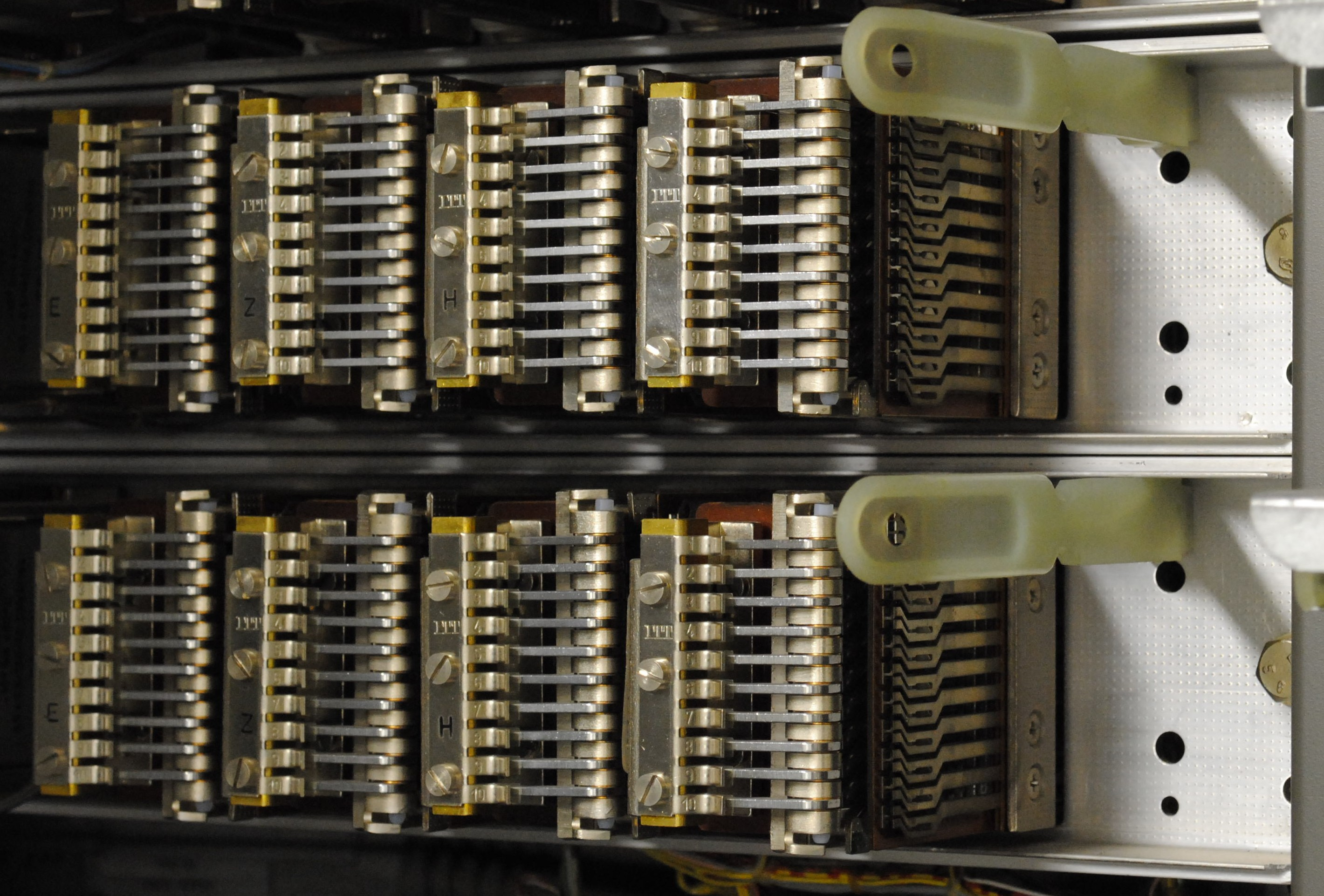
Zählmagnet in einem „Großcitomat“
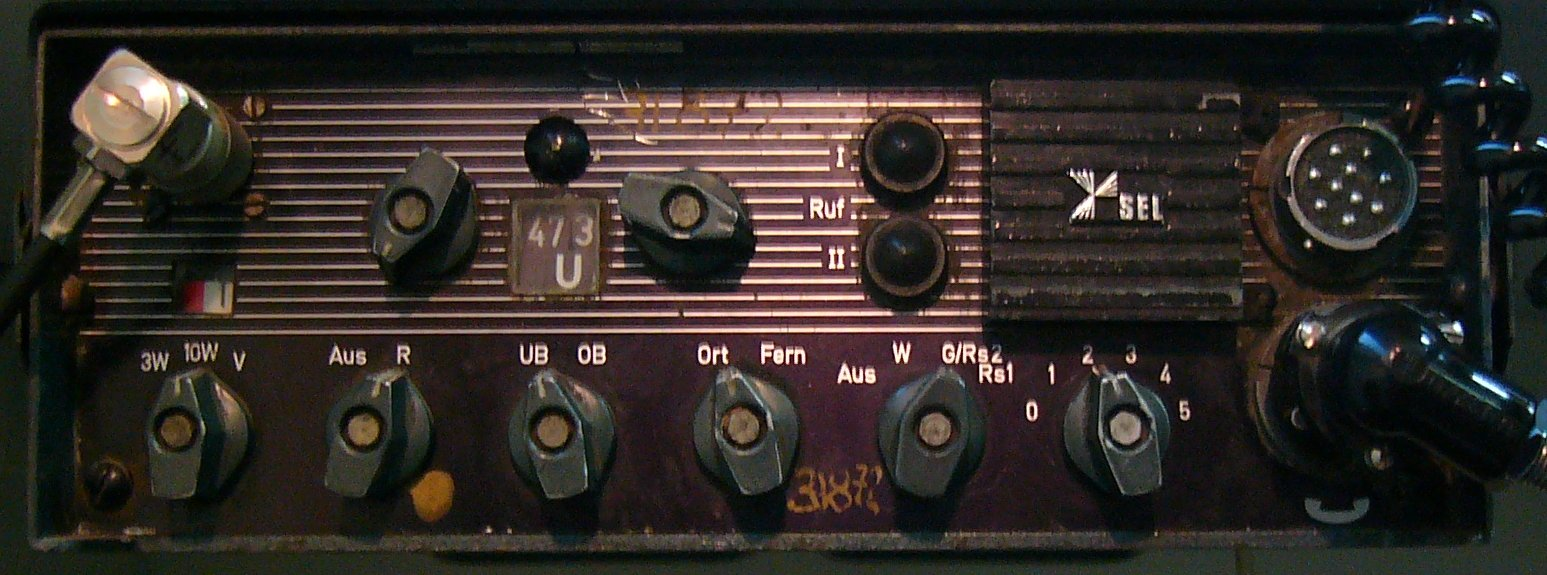
Stationäres Funkgerät SEL „FuG 7b“, Bj. 1967, 4-Meter-Band für BOS-Funk mit interner RS1. Hergestellt 1967
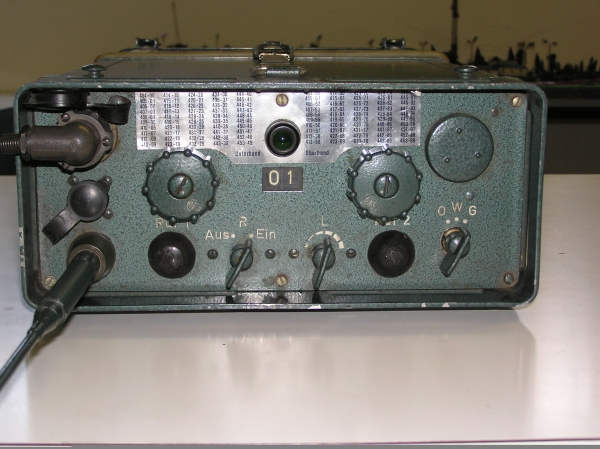
SEL „FuG 8“, über ein Rückentragegestell transportables Vielkanal-Sprechfunkgerät für BOS-Funk und zivile Hilfsdienste der 1960er Jahre
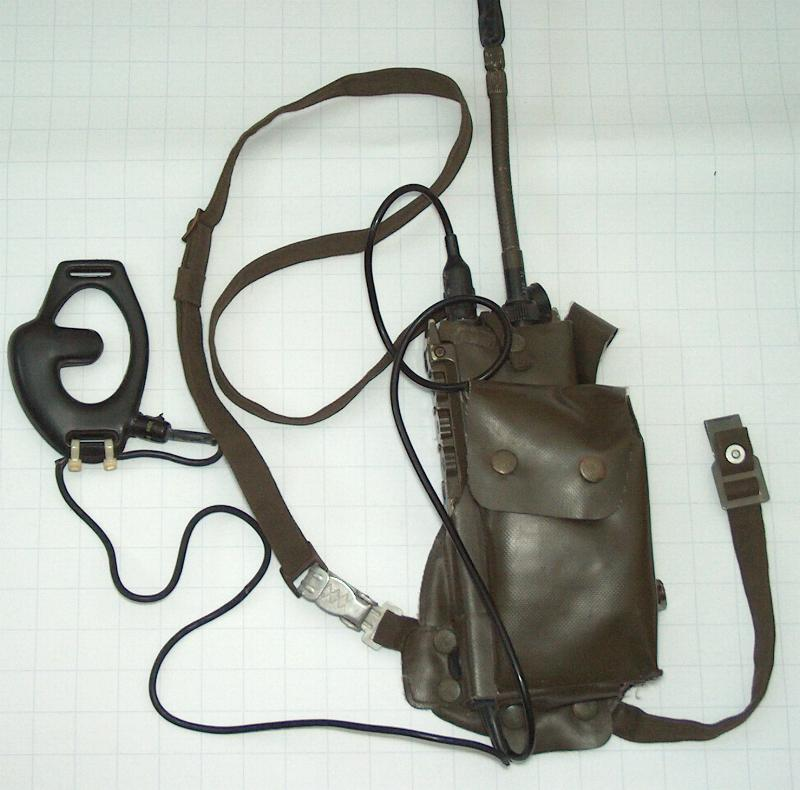
Handsprechfunkgerät der Bundeswehr „SEM 52“, mit Tasche und Sprechgarnitur
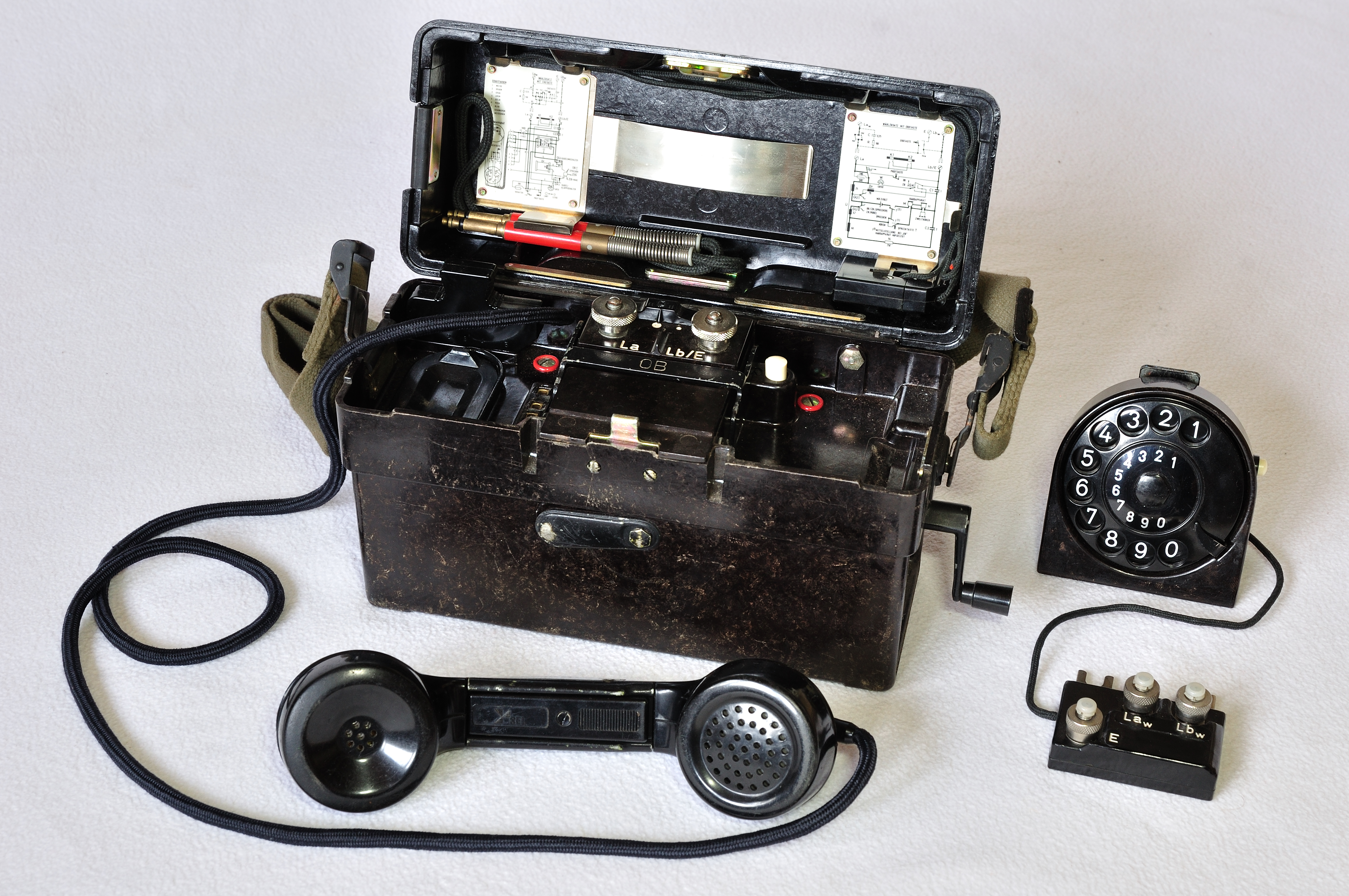
Feldfernsprecher „FF OB/ZB“ und Wählzusatz der Bundeswehr von 1988
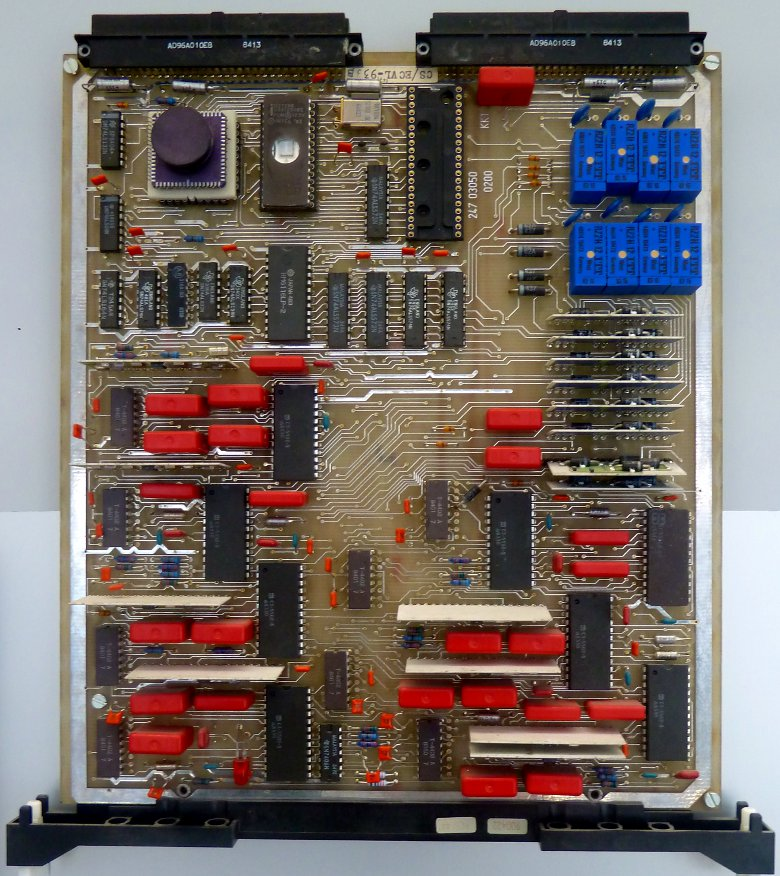
Leiterplatte für Nebenstellenanlagen, ITT/SEL „System 12B“
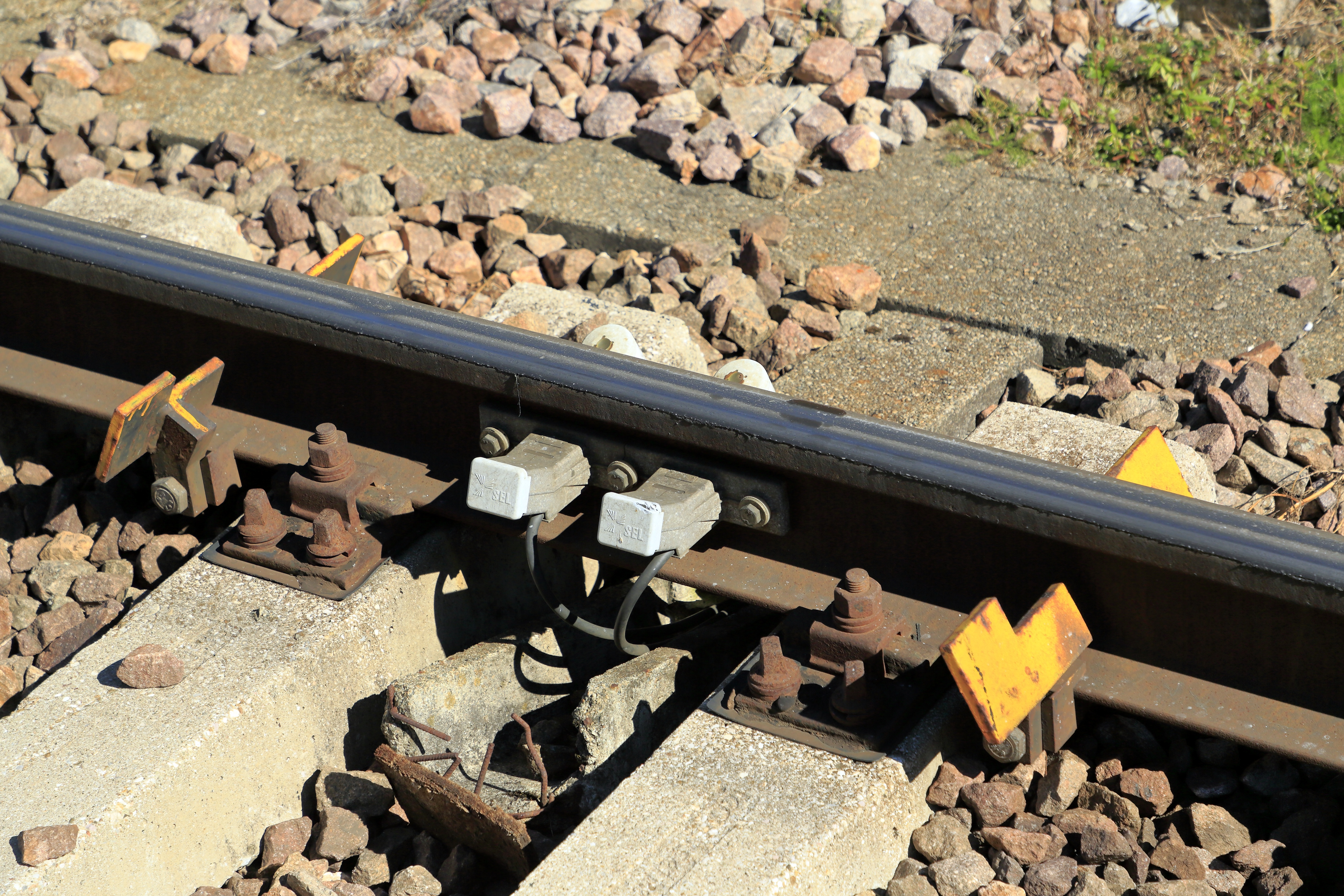
Achszähler
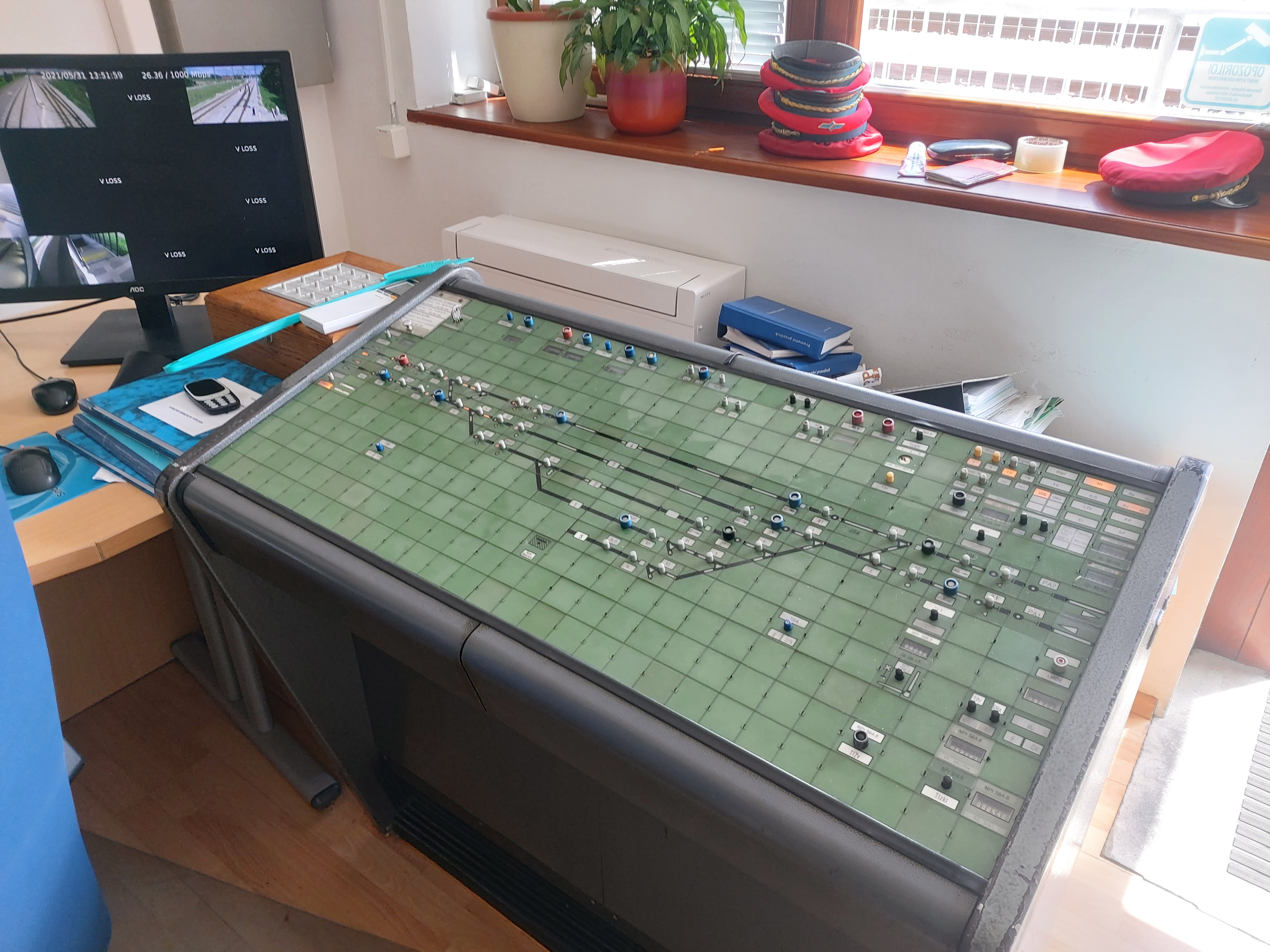
Tisch-Relaisstellwerk
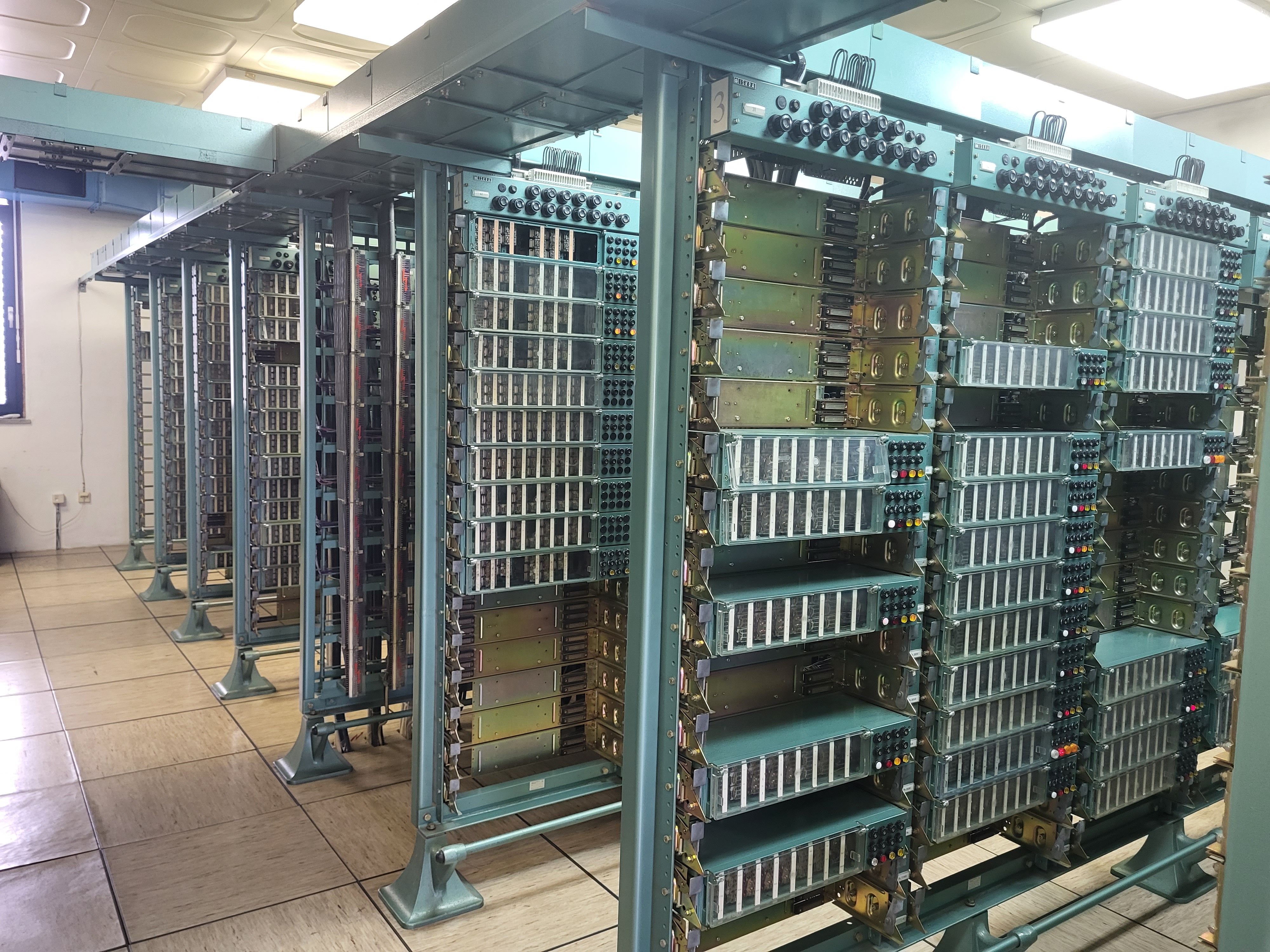
SEL SpDrL30 Relaisstellwerk